# Marlon Brando

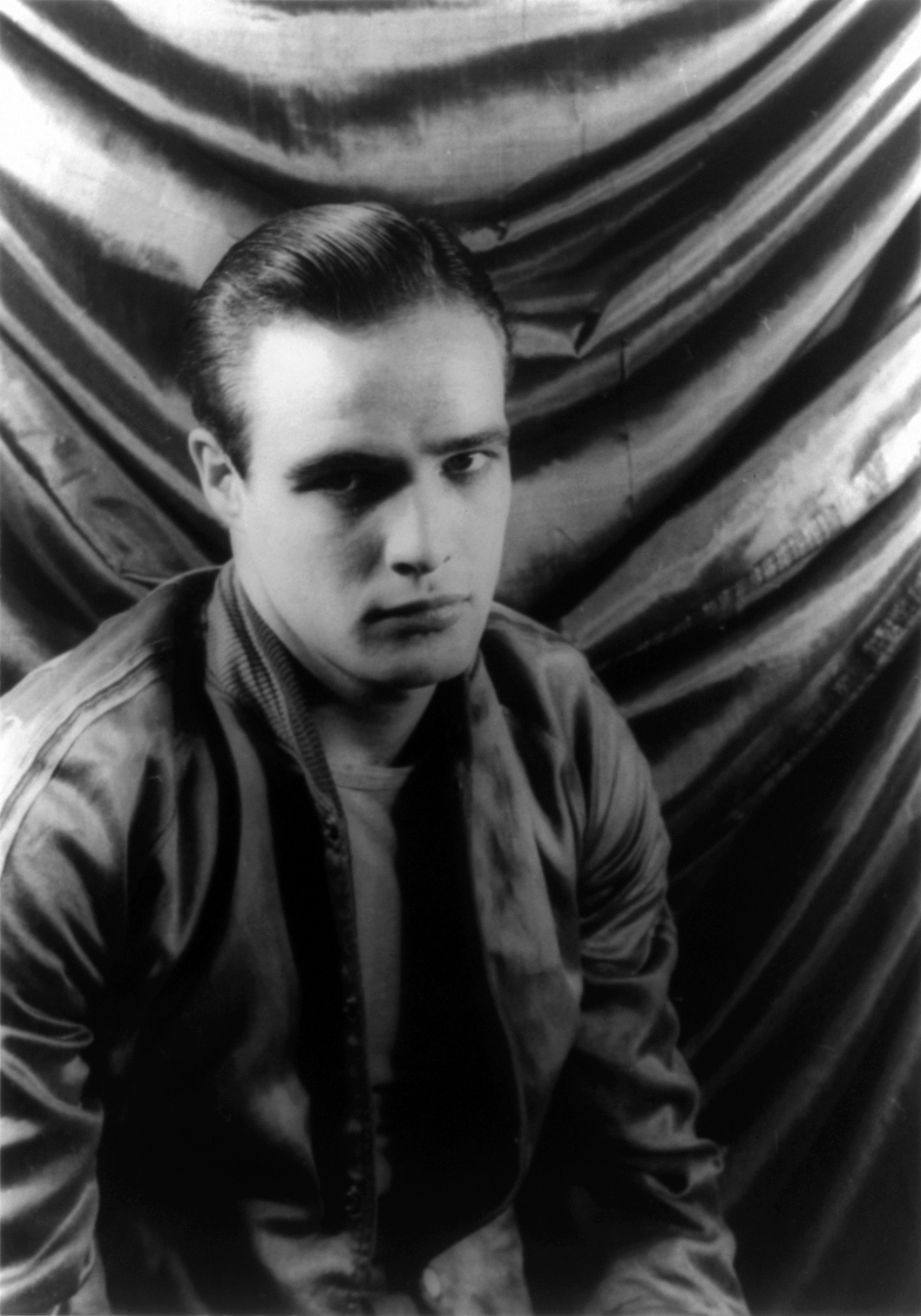
Marlon Brando in Endstation Sehnsucht (Bühnenfassung), 1948

Marlon Brando, Jr. (* 3. April 1924 in Omaha, Nebraska; † 1. Juli 2004 in Los Angeles, Kalifornien) war ein amerikanischer Schauspieler.
Mit seinen Rollen in den Filmen Endstation Sehnsucht (1951) und Die Faust im Nacken (1954) verschaffte er der Schauspieltechnik des Method Acting weltweit Beachtung. Sowohl mit seiner Art der Darstellung als auch durch sein Auftreten in der Öffentlichkeit als gesellschaftlicher Außenseiter, den die Spielregeln Hollywoods nicht interessierten, beeinflusste er die jüngere Schauspielergeneration nachhaltig.
Zwischen 1952 und 1990 war er siebenmal in der Kategorie Bester Hauptdarsteller und einmal als Bester Nebendarsteller für den Oscar nominiert, zweimal (1955 und 1973) gewann er ihn in der Kategorie Bester Hauptdarsteller. Weitere Auszeichnungen erhielt Brando bei internationalen Filmfestivals, unter anderem 1952 in Cannes und 1989 in Tokio.
Er gilt als einer der bedeutendsten Charakterdarsteller der Filmgeschichte des 20. Jahrhunderts. Marlon Brando nutzte seine Prominenz für ein vielseitiges gesellschaftspolitisches Engagement, beispielsweise zur Unterstützung der US-Bürgerrechtsbewegung der Afroamerikaner und der indigenen Organisation des American Indian Movement. 1973 verweigerte er die Annahme seines zweiten Oscars für seine Titelrolle in Der Pate aus Protest gegen den bis zu dieser Zeit verbreiteten abwertenden Umgang der amerikanischen Filmindustrie mit den Indianern.

## Leben und Filmkarriere

### Jugend und Schulzeit
Marlon Brando wurde 1924 im amerikanischen Mittleren Westen in Omaha, Nebraska, als jüngstes von drei Geschwistern geboren. Die Familie war in der Region alteingesessen; der Name Brando stammt von Vorfahren namens Brandau, die Generationen zuvor aus der Pfalz eingewandert waren. Brandos Vorfahren waren deutsch, englisch, irisch, niederländisch, französisch, walisisch und schottisch. Der Vater, Marlon Brando Sr., war eigentlich Ingenieur, arbeitete nach der Geburt der Kinder jedoch als Handelsreisender und ab 1930 als Verkaufsmanager. Zur Unterscheidung von seinem gleichnamigen Vater wurde Marlon Jr. von Angehörigen und Freunden Bud genannt.
Aus der Großstadt Omaha zog die Familie 1930 nach Evanston, Illinois. Im Sommer 1936 trennten sich die Eltern vorübergehend; die Mutter zog mit den Kindern zu ihrer Mutter nach Santa Ana in Kalifornien. Zwei Jahre später kehrte sie zu ihrem Mann zurück, und die Familie übersiedelte nach Libertyville, einem ländlichen Vorort von Chicago, wo sie im Nebenerwerb eine kleine Pferdefarm betrieb. Biografen haben der Kindheit und Jugend von Marlon Brando besondere Aufmerksamkeit geschenkt, weil sich dort Motive wiederfinden, die für seine frühen Filme typisch waren, etwa das Motiv des jugendlichen Rebellen, hinter dessen aggressiver Macho-Attitüde sich eine verletzte und verletzliche Seele verbirgt.
Die familiären Bedingungen, in denen Brando heranwuchs, waren komplex: Seine Mutter, Dorothy Pennebaker Myers, eine politisch liberale, geistvolle Frau, besaß schauspielerisches Naturtalent. Aufgrund ihrer familiären Bindungen konnte sie dieses nur zeitweilig zu ihrem Beruf machen, dennoch hat sie die künstlerische Entwicklung ihrer Kinder zumindest nicht behindert. Auch Marlons älteste Schwester Jocelyn ergriff den Schauspielerberuf; das mittlere Kind, Frances, studierte Malerei. Beide Eltern waren jedoch alkoholkrank, vertrugen sich nicht und hatten zahlreiche außereheliche Affären. Die Mutter unternahm mehrere Suizidversuche. Die Kinder wurden oft vernachlässigt und litten unter der geringen Verlässlichkeit besonders der Mutter. Der junge Brando wird von seinen Biografen als introvertierter, unangepasster, schlechter Schüler beschrieben, der jeglicher Autorität mit übermäßiger Aggression begegnete.
Die häusliche und schulische Situation spitzte sich schließlich so zu, dass der Vater den Sohn von der High School nahm und ihn im September 1941 zur Shattuck Military Academy in Faribault, Minnesota, schickte, wo Brando nach dem Willen des Vaters eine letzte Chance erhalten sollte, seine Schulnoten zu verbessern. Die Hoffnungen erfüllten sich nicht. Zwar fand Brando in dem Englischlehrer Earle Wagner, der die Theatergruppe der Akademie leitete und die schauspielerische Begabung des Siebzehnjährigen erkannt hatte, erstmals einen Mentor. Angesichts der starren Disziplin der Einrichtung fühlte sich Brando jedoch zu einer Widersetzlichkeit herausgefordert, die dazu führte, dass er die Akademie im Mai 1943 ohne Abschluss verlassen musste.

### Ausbildung und Bühnenarbeit in New York

#### Dramatic Workshop
Aufgrund einer Knieverletzung, die er sich an der Shattuck Military Academy beim Sport zugezogen hatte, wurde Marlon Brando nach dem Eintritt der USA in den Zweiten Weltkrieg nicht als Soldat eingezogen. Mit finanzieller Unterstützung seiner Eltern ging er im Herbst 1943 nach New York City, wo der Regisseur Erwin Piscator an der New School 1940 einen Dramatic Workshop eingerichtet hatte. Der Workshop wurde berühmt, weil er neben Brando so hochrangige Künstler wie Walter Matthau, Shelley Winters, Tony Curtis und Harry Belafonte hervorbrachte. Weitaus größere Bedeutung als die Arbeit mit Piscator gewann für Brando allerdings die Begegnung mit Stella Adler, die dort als Schauspiellehrerin arbeitete.
Adler, eine Veteranin des Group Theatre, wurde Brandos langjährige Mentorin, die ihn später mit wichtigen Agenten und Regisseuren bekanntmachte. Von allen Lehrern, bei denen Brando studiert hat, nahm Adler auf seine Schauspieltechnik den größten Einfluss. Und wenn Interviewpartner ihn später auf das Actors Studio ansprachen, stellte Brando richtig, er habe seine Ausbildung nicht dort, sondern bei Stella Adler erhalten. Ebenso wie Lee Strasberg, ihr einflussreicher Kollege vom Group Theatre, lehrte Stella Adler die als Method Acting bekannt gewordene Schauspielmethode des russischen Schauspielers und Theaterreformers Konstantin Stanislawski.
Adler, die bei Stanislawski studiert hatte, warf Strasberg jedoch vor, die Lehre des Russen in grundlegenden Punkten missverstanden zu haben. Bei Brando fiel Stella Adlers Interpretation des Method Acting auf fruchtbaren Boden. Viele der Darstellungsmittel, die für ihn so kennzeichnend waren – wie z. B. sein starkes Unterspielen – gehen auf Adlers Schule zurück. Vor allem aber gelang es Brando unter Adlers Anleitung, eine Komplexität und einen Einfallsreichtum des emotionalen Ausdrucks freizusetzen, von dem seine Mitstudenten, die ihn im sozialen Verkehr oft als unartikulierte Persönlichkeit von geringer Komplexität einstuften, verblüfft waren.

#### Anfänge am Broadway
Nach Konflikten mit Erwin Piscator musste Brando den Workshop im Sommer 1944 wieder verlassen. Für seine Karriere war dies kein Nachteil, da Brando zu diesem Zeitpunkt bereits von dem einflussreichen MCA-Agenten Maynard Morris betreut wurde, der ihm für die folgende Spielzeit ein erstes Engagement vermitteln konnte. Von Oktober 1944 an spielte Brando am Broadway eine kleine Rolle in dem Musical I Remember Mama. Ab dem Frühjahr 1945 nahm er darüber hinaus Tanz- und Trommelunterricht an der Katherine Dunham School of Dance.
Im Februar 1946 trat Brando, der inzwischen von der MCA-Agentin Edith Van Cleve betreut wurde, ein Engagement für die Broadway-Show Truckline Café an. Obwohl der hochbegabte Elia Kazan Produzent des Stückes war, wurde es ein kommerzieller Misserfolg und bereits nach zehn Aufführungen eingestellt. Da Brando in der kleinen, aber zentralen Rolle, die er übernommen hatte, seine schauspielerische Intensität in einer Weise zeigte, die niemand – einschließlich seiner Agentin – erwartet hätte, gelang es Produzent und Regisseur jedoch, ihn in einem weithin beachteten Pressenachspiel als „eines der heißesten Talente weit und breit“ herauszubringen.
Auf ein kurzes Engagement für eine Inszenierung von George Bernard Shaws Komödie Candida folgte eine Zeit der Arbeitslosigkeit. Als Louis B. Mayer Brando in dieser Zeit einen siebenjährigen Filmvertrag bei der MGM anbot, lehnte er dennoch ab, weil er unter einem solchen „Knebelvertrag“ seine Rollen nicht selbst hätte aussuchen können. Die beiden nächsten Bühnenrollen fand er in dem unter Holocaust-Überlebenden spielenden Politstück A Flag is Born (ab September 1946) und in Jean Cocteaus Drama The Eagle Has Two Heads (ab Dezember 1946).

#### Endstation Sehnsuchtund Actors Studio

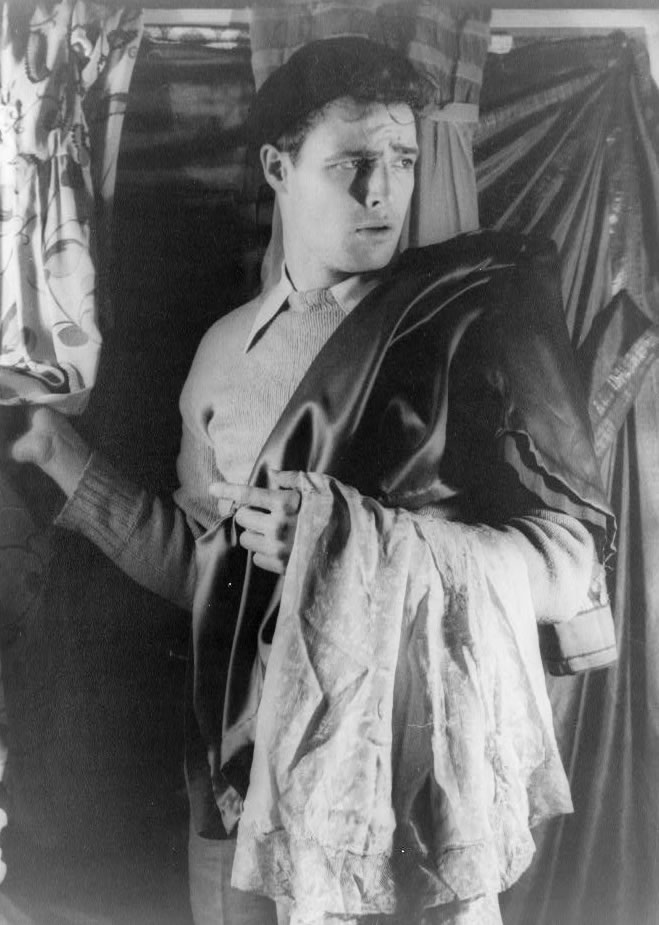
In Endstation Sehnsucht (Bühnenfassung)

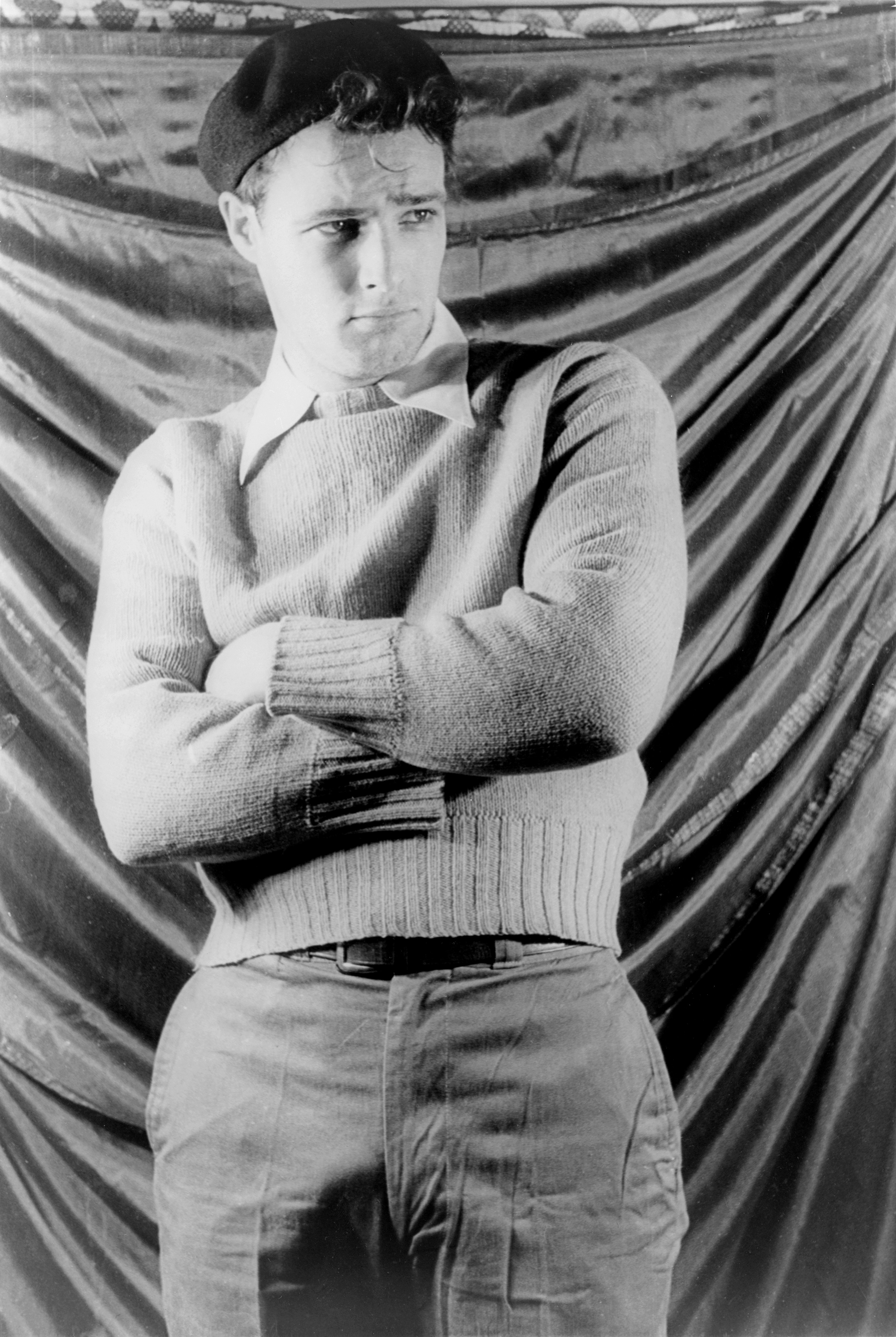
In Endstation Sehnsucht (Bühnenfassung), 27. Dezember 1948; Fotograf dieser drei Bilder: Carl van Vechten

Ab August 1947 bereitete Irene Mayer Selznick – Tochter von Louis B. Mayer und Ehefrau von David O. Selznick – eine Bühnenproduktion des 1946 entstandenen Schauspiels Endstation Sehnsucht von Tennessee Williams vor. Als Regisseur engagierte sie Elia Kazan, für die Rolle der Blanche wurde Jessica Tandy ausgewählt, in weiteren Rollen erschienen Kim Hunter und Karl Malden. Marlon Brando erhielt, nachdem Edith Van Cleve sich bei Kazan für ihn eingesetzt hatte, die Rolle des Stanley Kowalski. Die Proben begannen am 6. Oktober 1947 und Regisseur Kazan unternahm dabei das Wagnis, Brando, dessen Persönlichkeit mit der Kowalskis viele Berührungspunkte hatte, bei der Interpretation der Rolle in eine Konfrontation mit sich selbst zu zwingen. Für Brando war dies eine unerhörte Zumutung, seine Darstellung gewann hierdurch jedoch eine Überzeugungskraft, der diese Inszenierung dann ihren Erfolg verdankte.
Das Stück wurde vorab in New Haven, Boston und Philadelphia aufgeführt und hatte seine New Yorker Premiere am 3. Dezember 1947 im Ethel Barrymore Theatre. Die Inszenierung war ein sensationeller Erfolg, bei dem Marlon Brando weitaus stärker beachtet wurde als die eigentliche Hauptdarstellerin, Jessica Tandy. Für das Publikum wurde die Figur des Kowalski zur Ikone, zu einem neuen Symbol der amerikanischen Männlichkeit. Die Kostümdesignerin Lucinda Ballard lieferte dazu einen nicht unwichtigen Beitrag, indem sie Brando für die Rolle mit Blue Jeans und T-Shirts ausstattete, die – damals unüblich – hauteng anlagen.
Männliche Darsteller mit einer so unverblümten sexuellen Ausstrahlung gab es im amerikanischen Kulturleben bis dahin überhaupt nicht. Darüber hinaus konnte Brando diesem neuartigen Sexappeal von Anfang an eine interessante Komplexität geben: die Sexualität, für die er stand, war nämlich nicht draufgängerisch und erobernd (wie die z. B. von Errol Flynn oder Clark Gable), sondern langsam, launenhaft und von Selbstzweifeln gedämpft. Diese Gelähmtheit war typisch für die Silent Generation der um 1930 geborenen Amerikaner und bot den gleichaltrigen Zeitgenossen große Möglichkeiten der Identifikation. Obendrein verlieh Brando dem Charakter Kowalski ein Moment von Unbehaglichkeit und unterschwelliger Gefährlichkeit – ein Motiv, das er später in seinen Filmrollen regelmäßig und in immer neuen Variationen wieder aufgriff.
Während seiner Arbeit an Endstation Sehnsucht besuchte Marlon Brando auch unregelmäßig Veranstaltungen des erst im Oktober 1947 gegründeten Actors Studio, an dem Lee Strasbergs Version des Method Acting gepflegt wurde.

### Frühe Filme (1949–1953)

#### Die Männer
Im Herbst 1949 bot Produzent Stanley Kramer Brando die Hauptrolle in dem Film Die Männer an. Brando war dabei in der glücklichen Lage, als einer der ersten Filmdarsteller in Hollywood einen One-Picture-Deal unterschreiben zu können, d. h. einen Vertrag, mit dem er nur für einen einzigen Film verpflichtet wurde. Branchenüblich waren in dieser Zeit nämlich immer noch siebenjährige Studioverträge, die es den Schauspielern in der Regel nicht erlaubten, ihre Filmrollen frei zu wählen. Brando besaß diese Freiheit von Anfang an. Die Dreharbeiten, bei denen Fred Zinnemann Regie führte, begannen Ende Oktober.
Brando spielte in dem Film die Rolle eines jungen Infanterielieutenants, der nach einer Kriegsverletzung querschnittsgelähmt den Alptraum der Rehabilitation durchmacht. Noch vor der Veröffentlichung des Films im Juli 1950 hatte die einflussreiche Klatschkolumnistin Hedda Hopper Brando als „Hollywoods neue Sensation“ angekündigt. Die Uraufführung fand unglücklicherweise zwei Wochen nach Beginn des Koreakrieges statt, zu einem Zeitpunkt also, da das Publikum eher nach patriotischen Stoffen als nach Kriegsversehrtengeschichten verlangte. Obwohl Die Männer an den Kinokassen wenig Erfolg hatte, quittierte die Presse Brandos überaus glaubwürdige Darstellung mit überschwänglichen Rezensionen.

#### Endstation Sehnsucht
Nachdem Endstation Sehnsucht am Broadway so erfolgreich gelaufen war, bereitete der Produzent Charles K. Feldman eine Verfilmung vor. Die Dreharbeiten begannen am 14. August 1950, Regie führte wie bei der Broadway-Version Elia Kazan. Auch die Schauspieler waren dieselben wie in der Bühneninszenierung. Lediglich die Rolle der Blanche sollte mit einem Star besetzt werden, der an den Kinokassen mehr Zugkraft besitzen würde als Jessica Tandy. Zunächst war mit Olivia de Havilland verhandelt worden; da diese zu teuer war, bekam Vivien Leigh die Rolle. Obwohl auf Druck der Catholic Legion of Decency vor der Veröffentlichung im September 1951 erhebliche Schnitte vorgenommen werden mussten, war der Film sowohl beim Publikum als auch bei der Kritik enorm erfolgreich und begründete Brandos Ruhm als Filmstar.

#### Viva Zapata!
Der nächste Film, Viva Zapata!, war eine freie Verfilmung der Biografie des mexikanischen Revolutionsführers Emiliano Zapata, ein Abenteuerfilm ohne besondere politische Tiefe. Kazan, der Regie führte, bestand darauf, dass Brando in der Titelrolle erscheinen sollte, obwohl er blond war und für seinen Auftritt von der Maske vollständig verwandelt werden musste. Bei den Dreharbeiten, die im Mai 1951 begannen, verließ Kazan sich wie früher schon auf Brandos Intuition und ließ ihm weiten künstlerischen Spielraum. Brando nutzte diesen, um meisterhaft die innere Zerrissenheit und die Verwirrung der Figur herauszuarbeiten, die in seiner Interpretation einerseits ein idealistischer Macho, andererseits ein zur Bourgeoisie strebender Bauer war. Nachdem der Film im Februar 1952 in die Kinos gekommen war, war Brando von seiner Leistung enttäuscht, da er den Revolutionär seiner Meinung nach härter und weniger romantisch hätte darstellen müssen. Die Rolle trug ihm jedoch seine zweite Oscar-Nominierung, einen Preis auf dem Filmfestival Cannes und einen British Film Academy Award ein.

#### Julius Caesar
Für seinen vierten Film, Julius Caesar, ein klassisches Drama nach Shakespeare, wagte Brando sich auf das Gebiet, auf dem seine größte schauspielerische Unsicherheit lag. Aufgrund seiner Schulversäumnisse fehlte ihm eine systematische Bildung, und auch seine Diktion beim lauten Lesen von Texten blieb zeitlebens ein Problem. Da er in dem Film u. a. neben dem großen britischen Shakespeare-Darsteller John Gielgud auftrat, fürchtete er, wie ein Anfänger auszusehen. Jedoch lag ihm viel daran, durch eine klassische Rolle Abstand von seinem Low-life- und Hooligan-Image und mehr intellektuelle Respektabilität zu gewinnen.
Auf die Dreharbeiten, die am 8. August 1951 begannen und von Joseph L. Mankiewicz geleitet wurden, bereitete sich Brando, der die Rolle des Antonius spielen sollte, mit einem Training bei dem Vocalcoach der MGM, Gladys Fogoler, und mit Hilfe von Schallplattenaufnahmen berühmter Shakespeare-Darsteller vor. Seine Darstellung – vor allem die berühmte Rede „Friends, Romans, Countrymen, lend me your ears…“ – geriet dank dieser guten Vorbereitung so überzeugend, dass die Presse nach der Uraufführung des Films im Juni 1953 voll des Lobes war und Brando erneut einen British Film Academy Award und eine Oscar-Nominierung erhielt.

#### Der Wilde
Im September 1952 ging Brando zum zweiten Mal bei Stanley Kramer unter Vertrag: in dem Film Der Wilde sollte er unter der Regie von László Benedek den Anführer einer Motorrad-Gang spielen, die in eine amerikanische Kleinstadt einfällt und dort tagelang die hysterisch reagierende, spießige Einwohnerschaft aufmischt. Die Geschichte war brandaktuell; ihr lag ein authentischer Vorfall zugrunde, der in der öffentlichen Diskussion, die in der Nachkriegszeit über das neue Phänomen der Jugendkriminalität entflammt war, für zusätzlichen Wirbel gesorgt hatte. Brando besaß für Underdogs jeder Art große Sympathien und sah eine Chance, durch eine differenzierte Interpretation seiner Rolle die Ursachen der Rebellion sichtbar zu machen.
Zur Vorbereitung studierte er die Sprache und das Auftreten der Mitglieder einer Motorrad-Gang, die in dem Film als Statisten und Nebendarsteller mitwirken sollten. Brando fuhr, wenngleich mit bescheidenem technischen Geschick, auch selbst Motorrad. Der auf dem Außengelände der Columbia in Burbank gedrehte und im Dezember 1953 uraufgeführte Film krankte daran, dass Brandos und Kramers soziale Analyse einerseits zu kurz griff und dass andererseits auch der Regie von Benedek, dem das ganze Sujet nicht lag, kein überzeugendes Konzept zugrunde lag. Obwohl der Film Brandos Image als „Rebell Hollywoods“ festigte, fand er bei der Kritik wenig Zustimmung, und auch Brando war von dem Ergebnis enttäuscht.

#### Helden
Um Schauspieler-Freunden aus New York, die arbeitslos geworden waren, zu einem Engagement zu verhelfen, regte Brando eine Bühneninszenierung von Shaws Komödie Helden an, die von Morton Gottlieb produziert wurde und in der er selbst nur eine kleine Nebenrolle spielte. Das Stück ging im Sommer 1953 in Neuengland auf Tournee. Da Brando weder gern Text lernte noch die Berufsroutine eines Theaterdarstellers mochte, war dies sein letzter Bühnenauftritt.

#### Die Faust im Nacken(1953/1954)
Schon seit 1952 hatte Elia Kazan gemeinsam mit dem Schriftsteller Budd Schulberg ein Filmdrama vorbereitet, das die Korruption in der Gewerkschaft der Dockarbeiter von New Jersey behandeln sollte. Aufgrund des sperrigen Themas fand das Projekt bei den Filmproduzenten zunächst kein Interesse; als „Retter“ erwies sich Sam Spiegel, dessen kleine Firma Horizon den Film schließlich produzierte. Spiegel nahm starken Einfluss auf das Drehbuch und verlangte, dass die männliche Hauptrolle mit Marlon Brando besetzt würde, der inzwischen von dem MCA-Agenten Jay Kanter vertreten wurde. Brando nahm das Angebot nur widerstrebend an, denn zwischen Kazan und ihm bestanden starke Spannungen, nachdem Kazan, der in der McCarthy-Ära auf der Schwarzen Liste stand, im April 1952 vor dem Komitee für unamerikanische Umtriebe (HUAC) eine Aussage gemacht hatte, durch die einige seiner Kollegen politisch schwer belastet worden waren.
Der Film trug den Titel On the Waterfront (deutsch: Die Faust im Nacken). Brando spielte darin die Rolle von Terry Malloy, einem jungen Hafenarbeiter, dessen Bruder tief in die Machenschaften der korrupten Gewerkschaft verwickelt ist. Auf die Dreharbeiten, die am 17. November 1953 begannen, bereitete Brando, der zuletzt während seiner Schulzeit geboxt hatte, sich unter anderem mit Boxunterricht vor. Die Charakterisierung, die Brando der Figur des Terry verlieh, war außerordentlich komplex und umfasste delikate, feminine Züge ebenso wie schroffe, männliche Verhaltensweisen.
Kazan zwang Brando erneut, vor der Kamera sein Innerstes preiszugeben – was dem Schauspieler sehr widerstrebte, dem Film jedoch einen Großteil seiner ungewöhnlichen Überzeugungskraft und Qualität gab. Kazan war darüber hinaus der einzige Regisseur, dem es gelang, Marlon Brando nicht nur zu effizienter Improvisation anzuregen, sondern diese Improvisation auch in geregelte Bahnen zu leiten und einem reifen Regiekonzept zweckdienlich unterzuordnen. Nach der amerikanischen Uraufführung im Juli 1954 wurde der Film von der Presse als Meisterwerk des filmischen Realismus begrüßt. Brando erhielt die besten Rezensionen seiner Karriere sowie mehrere wichtige Filmpreise, darunter auch seinen ersten Oscar.

### Filme 1954–1958
Nach Beendigung des Films Die Faust im Nacken unterzeichnete Brando einen Vertrag bei der 20th Century Fox. Er sollte die Titelrolle in dem Cinemascope-Großfilm Sinuhe der Ägypter spielen. Unter dem Eindruck der Talentlosigkeit seiner Leinwandpartnerin Bella Darvi und nach der ersten Begegnung mit dem Regisseur Michael Curtiz, der dafür bekannt war, dass er mit Darstellern nicht gut kommunizierte, verlor Brando das Interesse an dem Projekt und brach im Januar 1954 den Vertrag. Für seine Karriere war diese Entscheidung verheerend, Brando geriet dadurch bei den Produzenten in Misskredit und stand von nun an für lange Zeit unter Druck, für oftmals niedrige Gagen in künstlerisch minderwertigen, aber kassenträchtigen Filmen mitzuwirken.

#### Désirée
Der erste Film dieser Reihe war ein weiterer Cinemascopestreifen der 20th Century Fox: der Historienfilm Désirée, in dem Brando neben Jean Simmons in der Rolle des jungen Napoléon Bonaparte auftrat. Während der Dreharbeiten, die im Juni 1954 begannen, erwies Henry Koster sich als konzeptschwacher Regisseur, der Brando vor der Kamera weitgehend sich selbst überließ und damit die Verantwortung für eine wenig inspirierte Leistung seines Hauptdarstellers trug.

#### Schwere Jungs – leichte Mädchen
Anschließend bot Samuel Goldwyn Brando die Hauptrolle in Schwere Jungs – leichte Mädchen an. Der Film sollte die sehr teure Cinemascope-Fassung eines Musicals werden, das mit großem Erfolg auf dem Broadway gelaufen war. Da Musikfilme beim Publikum überaus stark nachgefragt waren, kalkulierte Goldwyn, dass Brando, der vor der Kamera noch nie zuvor gesungen oder getanzt hatte, dem Film zu einem Sensationserfolg verhelfen würde. Für 200.000 Dollar – eine der höchsten Filmgagen, die 1954 in Hollywood ausgezahlt wurden – nahm Brando das Angebot an und trat in dem Film neben Frank Sinatra in der Rolle eines New Yorker Spielers auf, der sich in eine Missionsschwester, Jean Simmons, verliebt.
Brando, der bereits in früheren Jahren Tanzunterricht genommen hatte, bereitete sich auf die Rolle unter Zuhilfenahme eines Tanzlehrers vor, des Choreografen Michael Kidd. Regie führte Joseph L. Mankiewicz, mit dem Brando bereits Julius Caesar gedreht hatte. Nach der Veröffentlichung im November 1955 war Schwere Jungs – leichte Mädchen beim Publikum wie erwartet äußerst erfolgreich. Das Branchenblatt Variety führte den Film, der mehr als 13 Millionen Dollar einspielte, als größten Kassenerfolg des Jahres 1955 auf.

#### Das kleine Teehaus
Ein Filmprojekt, das bei Brando größeres persönliches Interesse weckte, war die MGM-Produktion Das kleine Teehaus, der ebenfalls ein erfolgreiches Broadway-Musical zugrunde lag. An der Seite von Glenn Ford spielte Brando darin einen Japaner, der den amerikanischen Besatzern am Ende des Zweiten Weltkrieges als Übersetzer zuarbeitet. Die Dreharbeiten fanden im Frühjahr 1956 in Japan statt. Brando, der zur Vorbereitung Bücher über die japanische Kultur gelesen und etwas Japanisch erlernt hatte, sah in dieser Rolle die Chance, Sympathien für die Idee zu gewinnen, dass das besiegte Japan nicht mit der Kultur der amerikanischen Besatzungsmacht überfremdet werden sollte. Obwohl Brando seinen Regisseur, Daniel Mann, diesmal selbst hatte wählen dürfen, war der fertige Film, der im November 1956 in die Kinos kam, eine Enttäuschung.

#### Gründung derPennebaker Productions
In den 1950er Jahren gründeten viele Hollywoodstars – darunter Burt Lancaster, Frank Sinatra und Kirk Douglas – eigene Produktionsfirmen, um größere Kontrolle über ihre Filme zu erhalten. Aufgrund ihres geringen Kapitals standen diese Firmen jedoch unter großem Druck, Filme zu produzieren, die ihre Kosten an den Kinokassen wieder einspielten. Mit George Englund und seinem Vater als Partnern – später kamen George Glass und Walter Seltzer dazu – gründete auch Marlon Brando im Frühjahr 1955 seine eigene Produktionsfirma, die ihre Büros in den Räumlichkeiten der Paramount hatte. Die „Pennebaker Productions“ waren, ebenso wie andere Firmen dieser Art, aufgrund ihrer beschränkten Geldmittel meist auf die Zusammenarbeit mit größeren Produktionsgesellschaften angewiesen.

#### Sayonara
Der erste Film der Pennebaker Productions war das Liebesmelodram Sayonara. Neben James Garner und Red Buttons und der unerfahrenen japanisch-amerikanischen Darstellerin Miiko Taka spielte Brando darin einen in Japan stationierten Offizier der amerikanischen Besatzungsmacht, der sich in eine einheimische Schauspielerin verliebt. Das auf einem Bestseller von James Michener und einer Broadway-Show basierende Drehbuch war voller ethnischer Stereotype, interessierte Brando aber dennoch, weil es die Möglichkeit bot, die Bigotterie der amerikanischen Besatzungspolitik anzuprangern, die den Frieden wollte, ihren Soldaten eine Fraternisierung mit den besiegten Japanern jedoch untersagte.
Brando reizte auch das unter dem Production Code immer noch brisante Tabuthema der Liebe zwischen den Rassen; Sayonara wurde einer der ersten Hollywoodfilme, in denen die Liebe eines ostasiatisch-amerikanischen Paares ein Happy End findet. Der Regisseur des Films, Joshua Logan, hatte sich empfohlen, weil er für seinen Film Picnic gerade einen Golden Globe erhalten hatte. Bei den Dreharbeiten für Sayonara, die im Frühjahr 1957 in Japan stattfanden, enttäuschte er Brando jedoch, da er ihn bei der Gestaltung seiner Rolle weitgehend ohne Unterstützung ließ. Sayonara hatte im Dezember 1957 Premiere, und obwohl die Kritik reserviert reagierte, blieb der Film bis zur Veröffentlichung von Der Pate (1972) der lukrativste, in dem Brando mitgewirkt hat.

#### Die jungen Löwen
Die Dreharbeiten für Brandos elften Film, Die jungen Löwen – eine 20th-Century-Fox-Produktion nach einem Bestseller von Irwin Shaw – begannen im Juni 1957. Regie führte Edward Dmytryk, der größte Teil der Dreharbeiten fand im Sommer 1957 in Paris und in Berlin statt. Brando stand hier zum ersten und einzigen Mal mit Montgomery Clift vor der Kamera: demjenigen seiner Schauspielerkollegen, mit dem Brando am häufigsten verglichen wurde und der – neben James Dean – sein schärfster Konkurrent in der Gunst des Publikums war. Gemeinsam zu sehen waren Brando und Clift dann jedoch nur in einer einzigen Szene, in der sie keinen Dialog miteinander hatten.
Brando spielte in dem Film einen jungen Nazi-Offizier, und um den in Hollywood damals verbindlichen Stereotypen zu entsprechen, hatte er einen deutschen Akzent eingeübt und sein Haar bleichen lassen. Abweichend von der Romanvorlage und auch weit über das Drehbuch hinausgehend, charakterisierte er den jungen Deutschen jedoch als sympathische Figur und ließ ihn eine eindrucksvolle innere Entwicklung vom strammen NS-Gefolgsmann über einen Skeptiker bis hin zum tragischen Helden durchmachen.
Nach der Uraufführung, die im April 1958 stattfand, wurde Brando für seine Darstellung zwar mit einem Laurel Award geehrt und für einen Britischen Filmpreis nominiert. Obwohl der Film auch beim Publikum erfolgreich war – Die jungen Löwen blieb für lange Zeit der letzte Film mit Marlon Brando, der viel Geld einspielte –, urteilte die amerikanische Filmkritik überwiegend ablehnend.

### Der Besessene(1958–1961)
Nachdem die Firma viele Monate lang nur dem Namen nach existiert hatte und unter Druck der Steuerbehörde geraten war, nahmen die Pennebaker Productions ihre Tätigkeit 1958 wieder auf und bereiteten die Produktion dreier Filme vor, in denen Brando keine Rolle übernahm: Händedruck des Teufels (1959), Ein Mann geht seinen Weg und Paris Blues (beide 1961).
In einem vierten Film, den Pennebaker mit Geldmitteln der Paramount produzieren wollten, sollte Brando als Hauptdarsteller mitwirken. Um der Produktion einen Kassenerfolg zu sichern, fiel die Wahl auf einen Westernstoff. Die Ausarbeitung des Skripts beanspruchte nacheinander mehrere Autoren und war auch bei Drehbeginn noch nicht abgeschlossen. Regie sollte Stanley Kubrick führen, der gerade Die Rechnung ging nicht auf inszeniert und sich damit als eines der bedeutendsten neuen Talente empfohlen hatte. Als es während der Produktionsvorbereitungen zwischen Brando und Kubrick zu Spannungen kam, wurde Kubrick jedoch wieder entlassen. Brando, der an Sets häufig recht selbstständig gearbeitet hatte, gewann den Eindruck, das Handwerk zu beherrschen, und beschloss daher, selbst Regie zu führen.
Die Dreharbeiten in Monterey und Death Valley begannen im Dezember 1958. Neben Brando, der in der Rolle des Rio ein eindrucksvolles Porträt brüchiger Männlichkeit lieferte, spielten in dem Film Karl Malden und die in Mexiko damals sehr populäre Pina Pellicer. Brando betrieb das Projekt mit großem künstlerischen Engagement und Geschick, war mit der praktischen Organisation der Dreharbeiten jedoch überfordert. Die Dreharbeiten konnten erst im Juni 1959 abgeschlossen werden und trugen zu einer drastischen Überziehung des Budgets bei. Paramount, die mit Brandos geplantem Abschluss der Handlung nicht einverstanden waren, bestanden auf zusätzliche Aufnahmen für einen abgeänderten Schluss. Da Brando unverhältnismäßig viel belichtetes Filmmaterial erstellt hatte, zog sich auch die Postproduktion über viele Monate hin.
Nach umfangreichen, von der Paramount verlangten Kürzungen kam One-Eyed Jacks (deutsch: Der Besessene) erst im März 1961 in die Kinos. Obwohl die Kritik viel Lob aussprach und Brando für seine Darstellung auf dem Filmfestival San Sebastián mit dem Hauptpreis ausgezeichnet wurde, konnte der Film seine hohen Produktionskosten von sechs Millionen Dollar nicht einspielen.

### Produktionen der Superlative (1958–1962)

#### Der Mann in der Schlangenhaut
1957 stellte Tennessee Williams sein Schauspiel Orpheus steigt herab fertig, dessen Hauptrollen er Marlon Brando und Anna Magnani auf den Leib geschrieben hatte. Bei einer Bühnenproduktion des Stückes hatte Brando, der sich für Theaterrollen inzwischen nicht mehr interessierte, nicht mitwirken wollen. Seit 1958 bereiteten Martin Jurow und Richard Shepherd schließlich jedoch eine Verfilmung vor, die mit Mitteln der United Artists finanziert werden sollte. Für eine Million Dollar – eine Rekordgage, die bis dahin noch kein Hollywood-Star je erhalten hatte – erklärte Brando sich im Dezember 1958 bereit, darin mitzuwirken. Da auch Magnani zugesagt hatte und United Artist sich von dem Duo Brando-Magnani einen nie dagewesenen Kassenerfolg versprach, wurde die hohe Gage bewilligt. Für eine weitere Rolle hatte Joanne Woodward unterzeichnet.
Der Mann in der Schlangenhaut wurde damit zum ersten Film in der Geschichte Hollywoods, in dem drei Hauptrollen mit Oscar-Hauptpreisträgern besetzt waren. Während der Dreharbeiten, die im Juni 1959 bei Poughkeepsie in Upstate New York begannen, erwies es sich jedoch, dass die teure Produktion unglücklich besetzt war. Persönliche Spannungen zwischen Brando und Magnani führten zu einem uninspirierten Spiel beider Stars. Während einer Vorabveröffentlichung des Films im Dezember 1959 reagierte das Publikum so ablehnend, dass der Film noch einmal umgeschnitten und gekürzt wurde. Auch nach der offiziellen Veröffentlichung im April 1960 waren die Rezensionen vernichtend, die Kinos blieben leer. Preise erhielt der Film lediglich auf dem Filmfestival San Sebastián, für Joanne Woodwards schauspielerische Leistung und für Sidney Lumets Regie.

#### Meuterei auf der Bounty
Meuterei auf der Bounty (MGM), Anfang der 1960er Jahre in Hollywood als eine der bis dahin aufwendigsten und teuersten Produktionen der amerikanischen Filmgeschichte entstanden, war die Neuverfilmung eines Films aus dem Jahre 1935. Durch Detailtreue, Aufnahmen an Originalschauplätzen und durch einen der größten amerikanischen Filmstars – Marlon Brando – sollte die Neuverfilmung Spitzeneinnahmen erzielen. Die Dreharbeiten, die zum größten Teil auf den Inseln Tahiti und Bora Bora stattfanden, begannen Ende November 1960. Neben Trevor Howard und Richard Harris spielte Brando die Rolle des Fletcher Christian, eines Seeoffiziers, der in der historischen Meuterei an Bord des britischen Expeditionsschiffes Bounty eine Schlüsselrolle gespielt hatte.
Brandos Interesse an dem Projekt hatte zwei Gründe. Einerseits brauchte er Geld, um den Sorgerechtsstreit zu führen, den er seit 1959 um seinen Sohn aus erster Ehe führte. Die mehr als 1,25 Millionen Gage, die MGM ihm anbot, kam sehr gelegen. Andererseits interessierte ihn das Nachspiel der historischen Meuterei auf der Bounty, das in dem Film von 1935 anders behandelt wurde. Brando mischte sich in die Gestaltung des Drehbuchs und in die Regie ein und trug damit für einen Teil der Verzögerungen die Verantwortung, durch die das Budget am Ende deutlich überschritten wurde. Auch Carol Reed wurden Vorwürfe wegen Nichteinhaltung des Drehplans gemacht, und aus diesem Grunde wurde er im Februar 1961 entlassen und durch Lewis Milestone ersetzt. Die eigentliche Verantwortung für das Ausufern der Produktion trug jedoch das Management der MGM, das den künstlerischen Stab mit relativ großer Entscheidungsfreiheit ausgestattet hatte.
Anfang 1962 wurde von dem gefilmten Material ein Rohschnitt erstellt, mit dessen Filmende Brando jedoch nicht einverstanden war. Im August 1962 fanden unter der Regie von George Seaton Nachaufnahmen statt. Der Film kam im November 1962 in die Kinos. Während Harris und Howard positiv rezensiert wurden, hielt die Kritik Brando vor, er habe die Rolle des Fletcher Christian als reinen Exzentriker und Dandy interpretiert – ohne Tiefe und ohne Bezug zur dramatischen Handlung des Films. An den in- und ausländischen Kinokassen spielte der Film zwar 20 Millionen Dollar ein, die Produktionskosten hatten jedoch 30 Millionen Dollar betragen. MGM gerieten durch den Verlust in große Schwierigkeiten, und unter Filmhistorikern gilt Meuterei auf der Bounty als einer der Filme, die das Starsystem Hollywoods obsolet machten und schließlich beendeten.

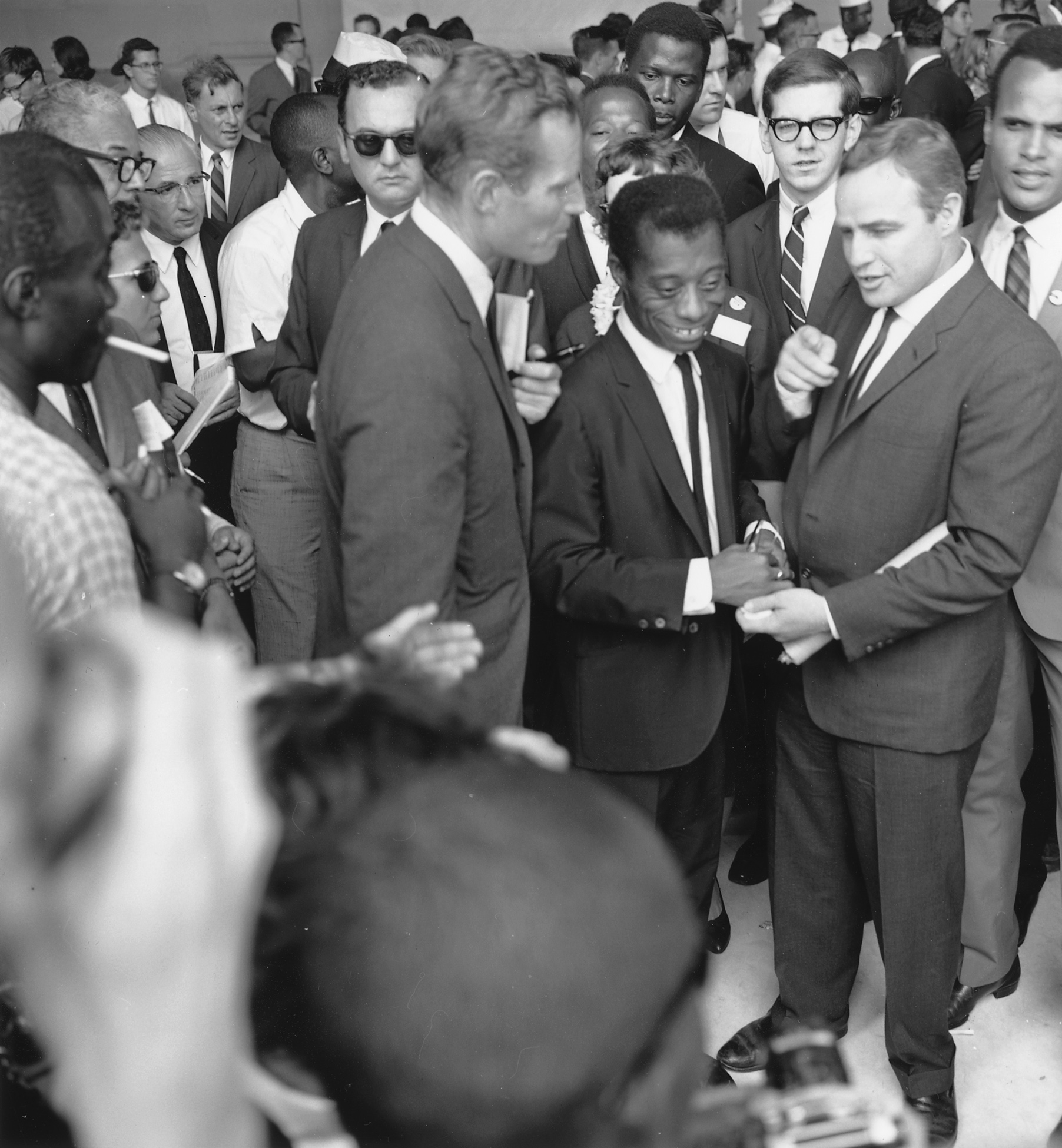
Marlon Brando mit Charlton Heston, James Baldwin und Harry Belafonte am 28. August 1963 auf dem March on Washington for Jobs and Freedom, auf dem Martin Luther King die berühmte Rede „I Have a Dream“ hielt.

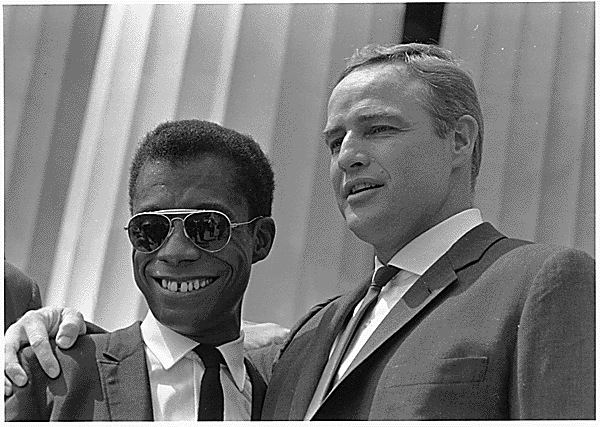
Brando mit dem Schriftsteller James Baldwin beim March on Washington, 1963

### Filme 1962–1971
1962 wurden die Pennebaker Productions, die sich bereits seit 1961 in Schwierigkeiten befanden, für eine Million Dollar von den Universal Studios aufgekauft. Marlon Brando musste sich darüber hinaus verpflichten, in fünf Produktionen der Universal mitzuwirken. Die Filme, die unter diesem Vertrag entstanden, waren künstlerisch von uneinheitlicher Qualität. Brando erwies sich darin häufig als fehlbesetzt oder zeigte nur schwache schauspielerische Leistungen.

#### Der hässliche Amerikaner
Der erste Film dieser Reihe, Der hässliche Amerikaner, war eine vor dem Hintergrund des Kalten Kriegs entstandene Verfilmung des 1958 erschienenen gleichnamigen Politromans, der erzählt, wie die USA in einem vom Bürgerkrieg heimgesuchten südostasiatischen Land den Kampf gegen den Kommunismus verlieren. Brando spielte darin die Rolle eines intelligenten, gebildeten und eleganten amerikanischen Botschafters, der in dieser politischen Auseinandersetzung zwischen die Fronten gerät. Die Brisanz, die Brandos Interesse an dem Stoff zunächst erregt hatte, ging während der Dreharbeiten, die im Sommer 1962 unter anderem in Thailand stattfanden, wieder verloren; denn George Englund, den Brando selbst als Regisseur ausgewählt hatte, besaß in dieser Funktion keinerlei Erfahrung und inszenierte einen Film, der seine politische Aussage allzu schwerfällig und moralinsauer vortrug und auch visuell in keiner Weise ansprechend war. Nach der Kinopremiere im April 1963 hatte das Publikum an dem Film kaum Interesse.

#### Zwei erfolgreiche Verführer
In der Universal-Komödie Zwei erfolgreiche Verführer, die den Erfolg von so frivolen Komödien wie Bettgeflüster und Unternehmen Petticoat fortsetzen sollte, spielte Brando mit David Niven als Partner einen Gigolo, der sich an der Riviera über alleinstehende Frauen hermacht. Brando wirkte in dem Film, der im Frühsommer 1963 gedreht wurde und im Juni 1964 in die Kinos kam, nur mit, weil er vertraglich dazu verpflichtet war und das Geld brauchte; er unternahm keinen Versuch, seiner Rolle, für die er nach Ansicht der Kritik völlig fehlbesetzt war, irgendeine Mehrdimensionalität zu verleihen.

#### Morituri
Dass Brando auch in dem Film Morituri mitwirken musste, hatte nichts mit seiner Verpflichtung gegenüber der Universal zu tun, sondern war noch eine Spätfolge seines Vertragsbruchs gegenüber der 20th Century Fox im Jahr 1954. Morituri war ein Kriegsspionagethriller, in dem Brando neben Yul Brynner, Trevor Howard und Janet Margolin einen deutschen Deserteur spielt, der vom britischen Geheimdienst erpresst wird, an der Auslieferung eines deutschen Blockadebrechers mitzuwirken. Während der Dreharbeiten, die im Herbst 1964 auf einem Frachtschiff des Zweiten Weltkriegs gemacht wurden und bei denen Bernhard Wicki Regie führte, entwickelte Brando weder an dem Film, der eine reine Abenteuergeschichte war, noch an der Figur des Robert Crain Interesse und spielte die Rolle so flach, dass seine Darstellung später vernichtend rezensiert wurde. Der Film, der im August 1965 herauskam, wurde von der Kritik lediglich aufgrund der Kameraarbeit von Conrad L. Hall gelobt.

#### Ein Mann wird gejagt
Im April 1964 unterzeichnete Brando zum zweiten Mal einen Vertrag für eine Rolle in einem Film des Produzenten Sam Spiegel: In Ein Mann wird gejagt sollte er den jungen Sheriff einer texanischen Kleinstadt spielen, der einen entflohenen Häftling vor der Lynchjustiz der bigotten Einwohnerschaft zu schützen versucht. Aufgrund der politischen Dimension der Handlung hatte Brando an dem Filmprojekt starkes persönliches Interesse und auch darüber hinaus waren die Voraussetzungen für die Produktion eines interessanten Films eigentlich günstig: neben Brando traten in Ein Mann wird gejagt so unkonventionelle junge Talente wie Jane Fonda, Robert Redford und Angie Dickinson auf; dazu kam, dass Regisseur Arthur Penn dafür bekannt war, dass seine Filme mit dem Mainstream nur wenig zu tun hatten.
Bei den Dreharbeiten, die im Frühjahr und Sommer 1965 stattfanden, behandelte Penn seine Schauspieler mit großem Respekt und Brando lieferte ihm dafür viele interessante Ideen. Trotz des großen Engagements aller Beteiligten galt der Film jedoch als teilweise misslungen; vor allem erwies es sich als dramaturgisch schwierig, die Kritik an der Scheinheiligkeit der Kleinstadtbürger mit den Action-Elementen des Films zu einem konsistenten Gesamtkonzept zusammenzuführen. Weiteren inhaltlichen Zusammenhang büßte der Film ein, als Spiegel ihn ohne Abstimmung mit dem übrigen Team übereilt schneiden ließ. Über den fertigen Film, der im Februar 1966 uraufgeführt wurde, war Brando sehr unglücklich.

#### Südwest nach Sonora
Der dritte Film, in dem Brando im Rahmen seines Vertrages mit der Universal mitwirken musste, war Südwest nach Sonora (Originaltitel: The Appaloosa), ein Western, in dem Brando einen weißen Siedler spielen sollte, der einen mexikanischen Banditen jagt, der ihm sein Pferd gestohlen hat. Das Skript war unausgereift und Brando nahm die Rolle nur an, weil er die Gage benötigte. Die Dreharbeiten, die im August 1965 in St. George, Utah und Wrightsville, Kalifornien stattfanden, wurden durch Spannungen zwischen Brando und dem Regisseur Sidney J. Furie belastet. Nach der Premiere im September 1966 erhielten beide schlechte Kritiken. Brando wurde vorgeworfen, in der Figur des Matt Fletcher die Karikatur eines rauen Einzelgängers geliefert und damit die künstlerisch heikle Grenze zur Selbstparodie überschritten zu haben. In ihrem Essay Marlon Brando: An American Hero klagte Pauline Kael, Brando sei aus Enttäuschung über den Verlauf seiner Karriere und über das Ausbleiben künstlerischer Herausforderungen vom Rebellen zum Exzentriker degeneriert.

#### Die Gräfin von Hongkong
In der Universal-Komödie Die Gräfin von Hongkong sollte Brando einen amerikanischen Botschafter spielen, in dessen Schiffskabine eine vor der Zwangsprostitution fliehende russische Gräfin als blinde Passagierin Zuflucht sucht. Brando war über das Filmprojekt zunächst begeistert, da eines seiner größten Idole – Charlie Chaplin – Regie führen sollte. Während der Dreharbeiten in den Londoner Pinewood Studios, die im Januar 1966 begannen, kam es allerdings zu Spannungen zwischen Brando und seiner Partnerin Sophia Loren. Noch folgenreicher waren Konflikte, die sich auch zwischen Brando und Chaplin ergaben.
Während Brando vor der Kamera sehr weiten Raum zur Improvisation benötigte, war Chaplin ein minuziös planender Choreograf, der seinen Darstellern ganz präzise Vorgaben machte. Brando war es extrem zuwider, zu imitieren, was man ihm vorgab. Da der 76-jährige Chaplin eine so ehrwürdige Institution war, fügte Brando sich zwar, lieferte jedoch eine bleierne und leblose Interpretation seiner Rolle, was ihm die Kritik nach der amerikanischen Kinopremiere im März 1967 sehr übel nahm. Die Gräfin von Hongkong gilt als einer der schlechtesten Filme Brandos und war auch der Schwanengesang von Chaplins Karriere.

#### Spiegelbild im goldenen Auge
Anfang der 1960er Jahre hatte Warner Bros. mit der Planung für die Adaption des gleichnamigen Romans von Carson McCullers begonnen. Die Vorbereitungen wurden zunächst wiederholt aufgeschoben. Einer der Gründe war das brisante Thema des Films: Neben Elizabeth Taylor sollte Brando darin die Rolle eines amerikanischen Offiziers spielen, der mit seiner unterdrückten Homosexualität ringt und auf dem Höhepunkt des Konflikts den sexuell ambivalenten Verehrer seiner Frau tötet. Spiegelbild im goldenen Auge sollte der erste Film in der Geschichte Hollywoods werden, der das Thema Homosexualität explizit behandelte. Da Brando fürchtete, sein ohnehin schon angeschlagenes Image könnte noch weiter beschädigt werden, zögerte er zunächst, die Rolle anzunehmen. Er erkannte dann jedoch, dass ihm die Darstellung dieses äußerst komplexen Charakters die Gelegenheit gab, sein jahrelang ungenutztes Talent wiederaufleben zu lassen.
Während der Dreharbeiten, die im Herbst 1966 in Rom begannen, erwies es sich als Glücksfall, dass John Huston Regie führte: ein Mann, der es gewohnt war, seinen Schauspielern vor der Kamera soviel Freiraum wie möglich zu lassen. Brando ging ganz in der Rolle auf und arbeitete die Vielschichtigkeit des Charakters – Pendertons verdrängte Sexualität, seinen schwelenden Zorn und seine latente Gewalttätigkeit – genau heraus. Bei seiner Veröffentlichung im Oktober 1967 wurde der Film von Publikum und Kritik kühl aufgenommen, Huston hielt das ambitionierte Werk jedoch für eines seiner besten.

#### Candy
Der nächste Film, in dem Brando mitwirkte, die bizarre Sex-Farce Candy, war kein von Anfang an wertloses Projekt. Terry Southern, der die Romanvorlage lieferte, hatte zuvor u. a. am Drehbuch für Kubricks preisgekrönten Film Dr. Seltsam oder: Wie ich lernte, die Bombe zu lieben mitgeschrieben und Drehbuchautor Buck Henry hatte sich durch seine Mitwirkung an dem Film Die Reifeprüfung empfohlen. Nach dem Willen des Produktionsteams sollte der anspruchslose Film spaßig und fantasievoll werden sowie subversive Momente enthalten.
Das Drehbuch sah eine Reihe von Cameo-Auftritten berühmter Stars vor, darunter von James Coburn, Walter Matthau, John Huston, Charles Aznavour, Richard Burton und eben Brando, der die Rolle eines sexsüchtigen indischen Gurus übernahm. Während der Filmaufnahmen, die im Winter 1967/1968 in Rom stattfanden, erwies sich Christian Marquand – treibende Kraft bei Candy und ein enger Freund von Brando – jedoch als unerfahrener, konzeptschwacher Regisseur, durch dessen Versäumnisse der Film sein ohnehin schon bescheidenes Potenzial endgültig verspielte und zu einem Tiefpunkt in Brandos Karriere wurde.

#### Die Nacht des folgenden Tages
Der Low-Budget-Thriller Die Nacht des folgenden Tages war der fünfte und letzte Film, in dem Brando mitwirken musste, um seine Verpflichtung gegenüber der Universal zu erfüllen. Mit blonder Perücke und schwarzem T-Shirt spielte er den Entführer einer jungen Erbin, der im letzten Augenblick moralisch geläutert wird und das Opfer vor seinen Komplizen (dargestellt von Richard Boone und Rita Moreno) rettet.
Die Filmaufnahmen fanden im Herbst 1967 in der Bretagne statt und litten unter der Unerfahrenheit des Drehbuchautors und Regisseurs, Hubert Cornfield, der kein tragfähiges Regiekonzept hatte und auf Druck von Brando schließlich entlassen und durch Boone ersetzt wurde. Nach der US-Premiere im Januar 1969 wurde Die Nacht des folgenden Tages wegen der schwachen Schauspielerleistungen von der Kritik verrissen, und Brando wirtschaftete mit diesem Film seinen Ruf so herunter, dass ihn nun keines der großen Filmstudios in Hollywood mehr beschäftigen wollte.

#### Queimada
1968 bot Alberto Grimaldi, der wenig später als Produzent bedeutender Filme von Federico Fellini und Pier Paolo Pasolini hervortreten sollte, Brando die Hauptrolle in der italienisch-französischen Koproduktion Queimada an. Grimaldi sah Brando für die Rolle von Sir William Walker vor, eines Gesandten der britischen Regierung, der im 19. Jahrhundert auf einer fiktiven karibischen Zuckerrohrinsel einen Sklavenaufstand anzetteln soll, um die portugiesische Kolonialmacht zugunsten der britischen zu verdrängen. Da die ausdrückliche politische Aussage des Drehbuchs Brando sehr entgegenkam und der Regisseur, Gillo Pontecorvo, ein erfahrener Experte für politische Filme war, hätte das Projekt eigentlich unter einem guten Stern stehen sollen.
Die Dreharbeiten, die im November 1968 in Kolumbien begannen, litten jedoch unter einer ganzen Reihe von Plagen und Problemen. Die Arbeit der Drehcrew wurde durch Insekten, Hitze, verdorbenes Essen und Durchfall behindert, dazu kam eine ständige Bedrohung von Überfällen durch bewaffnete Räuber. Pontecorvo erwies sich als straff arbeitender Regisseur, der sich genau ans Skript hielt, was mit Brandos Arbeitsstil inkompatibel war und ihm die Lust an dem Film verdarb. Brando brach die Arbeit schließlich ab, fuhr nach Hause und forderte, die Arbeit solle an einem anderen, erträglicheren Drehort fortgesetzt werden. Im Juli 1969 zog das Aufnahmeteam nach Marokko um, wo Queimada nach Brandos Rückkehr fertiggedreht werden konnte.
Die Verzögerungen und der Wechsel des Drehorts verursachten freilich hohe Kosten, deretwegen Grimaldi Brando später auf 700.000 Dollar Schadensersatz verklagte. Nach der Kinopremiere, die in Italien Ende 1969, in den USA im Oktober 1970 stattfand, kritisierte die Presse den Helden, den Brando in dem Film verkörperte, als allzu konventionell. Dessen ungeachtet fand Brando Queimada wunderbar und rühmte ihn als seinen bis dahin besten Film.

#### Das Loch in der Tür
In dem britischen Low-Budget-Film Das Loch in der Tür, einem psychologischen Thriller, dessen Handlung um 1900 auf einem einsamen englischen Landsitz spielt, wirkte Brando mit, weil er Geld brauchte und keine andere Wahl hatte. Brando spielte darin die Rolle eines vierschrötigen Gärtners, der mit der schönen Gouvernante (Stephanie Beacham) ein sado-masochistisches Verhältnis unterhält und mit diesem unguten Vorbild bei den zwei Waisen, die in dem Haus aufwachsen, die Saat des Bösen legt, was schließlich zu einem Doppelmord führt.
Die Dreharbeiten fanden zu Beginn des Jahres 1971 in der Nähe des englischen Cambridge statt. Da das Skript zweitklassig und Regisseur Michael Winner frei von künstlerischer Ambition war, entwickelte Brando an seiner Rolle keinerlei Interesse und spielte sie ohne Engagement, verhielt sich – ganz entgegen seiner sonstigen Gewohnheit – während der Aufnahmen jedoch mustergültig kooperativ, da die Paramount ihn mit großer Skepsis inzwischen für den Film Der Pate ausgewählt hatte und Brando wusste, dass sein Verhalten während der Dreharbeiten für Das Loch in der Tür ganz genau beobachtet wurde.

### Der Pate(1971–1972)
Anfang 1969 veröffentlichte Mario Puzo seinen Mafia-Roman Der Pate. Im September 1969 beschloss die Paramount eine Verfilmung des Bestsellers und beauftragte Puzo mit dem Drehbuch. Da ein kurz zuvor herausgebrachter Mafia-Film – Auftrag Mord mit Kirk Douglas – gefloppt war, beabsichtigte die Paramount zunächst nur einen Low-Budget-Film zu drehen und wählte als Regisseur den jungen und bis dahin kaum bekannten Francis Ford Coppola aus, der sich für das Projekt nicht zuletzt deshalb empfahl, weil er italienische Vorfahren hatte und Sinn für das spezielle Kolorit des Films versprach. Im Laufe der Produktionsvorbereitungen erwies sich Coppola allerdings als ein Mann mit Durchsetzungsvermögen und eigenständigem Regiekonzept, der unter anderem eine grundlegende Bearbeitung des Drehbuchs durchsetzte. Puzo hatte Brando bereits Ende 1969 vorgeschlagen, die Rolle des Mafia-Bosses Don Vito Corleone zu spielen, Brando zweifelte zunächst jedoch, ob er einen 65-jährigen Mann überzeugend darstellen könne. Auch Coppola wollte Brando und setzte sich im Februar 1970 mit seiner Entscheidung schließlich gegen den Widerstand der Paramount durch.
Die Dreharbeiten zu Der Pate, die nach Coppolas Willen in New York und Umgebung stattfanden, begannen im März 1971. Da es Coppolas Eigenart war, Anregungen, die seine Darsteller während der Aufnahmen vorbrachten, sehr bereitwillig aufzugreifen, gestaltete sich die Zusammenarbeit zwischen Brando und Coppola vertrauensvoll und ergiebig. Der Regisseur und sein Hauptdarsteller stimmten auch darin überein, dass Der Pate nicht in erster Linie ein Mafiafilm sei, sondern vom amerikanischen Kapitalismus handele, der das organisierte Verbrechen zulasse, weil er selbst Nutzen daraus ziehe. Die Rolle des Mafia-Paten lag Brando außerordentlich, die Themen Macht und Kontrolle hatten ihn zeitlebens beschäftigt, und die Grundidee für die Charakterisierung des Don Vito, der er von nun an wie einem roten Faden folgte, kam Brando beim Anhören von Stimmaufnahmen des (realen) Gangsters Frank Costello, der eine überraschend hohe Stimme hatte. Brando und Coppola verstanden, dass wirklich machtvolle Menschen nicht laut zu werden brauchen, und Brando spielte den Don mit hoher, feiner, asthmatischer Stimme. Brandos Pate war ein vielschichtiger Charakter: ein erbarmungslos mordendes Monster, ein Mann mit bürgerlichen Werten, ein liebevoller Großvater, ein sterblicher alter Mann in einer harten Schale aus Macht und Kontrolle. Das Problem, den 46-jährigen Brando für die Kamera um zwanzig Jahre altern zu lassen, half der Maskenbildner Dick Smith zu beheben, der für den Film Little Big Man kurz zuvor den 32-jährigen Dustin Hoffman als 121-jährigen Greis geschminkt hatte.
Brandos Vertrag mit der Paramount sah neben 50.000 Dollar Festgage eine Gewinnbeteiligung vor, die Brando, als er im Sommer 1971 akut Geld benötigte, neu verhandelte und gegen eine Einmalzahlung von 100.000 Dollar tauschte. Diese Entscheidung erwies sich später als unglücklich, denn nach der Premiere des Films am 15. März 1972 war die Resonanz von Publikum und Kritik überwältigend, und allein innerhalb der ersten 26 Tage spielte Der Pate, dessen Produktion 6,2 Millionen Dollar gekostet hatte, 26 Millionen Dollar ein.
Den Oscar, den er am 27. März 1973 für seine Darstellung des „Paten“ erhalten sollte, nahm Brando nicht an. Stattdessen erklärte die Ureinwohnerin und Schauspielerin Sacheen Littlefeather, die er als Sprecherin zur Oscar-Verleihung entsandt hatte, Brando wolle mit dieser Geste auf die unterdrückten Bürgerrechte der Indianer und besonders auf die Protestaktionen aufmerksam machen, die seit Ende Februar in Wounded Knee stattfanden.

### Der letzte Tango in Paris(1972)
Aus akuten finanziellen Gründen sagte Brando 1972 seine Mitwirkung in einer Produktion der Paramount zu, die den Titel Child’s Play tragen und von zwei Lehrern (Marlon Brando und James Mason) eines exklusiven katholischen Internats, deren Rivalität zu dramatischen Ereignissen führt, handeln sollte. Während der Dreharbeiten, die im Herbst 1972 in New York begannen und von Sidney Lumet geleitet wurden, verlangte Brando, dass das Drehbuch umgeschrieben und die Aufnahmen an einem anderen Ort durchgeführt werden sollten, woraufhin der Produzent David Merrick Brando kurzerhand entließ und ihn durch den Schauspieler Robert Preston ersetzte.
Im Laufe des Jahres 1971 entwickelten Luigi Luraschi, Chef der Paramount in Rom, und der 31-jährige Regisseur Bernardo Bertolucci das Konzept für den italienisch-französischen Film, der später unter dem Titel Der letzte Tango in Paris berühmt wurde. Das Drehbuch war Marlon Brando auf den Leib geschrieben, Brando unterzeichnete den Vertrag jedoch erst im November 1971 nach Verhandlungen mit Alberto Grimaldi, der den Film koproduzieren wollte. Grimaldi erhob seit der Produktion des Films Queimada nämlich hohe Schadensersatzforderungen gegen Brando, die er anbot fallen zu lassen, wenn Brando die Rolle übernähme.
Der letzte Tango in Paris erzählt die Geschichte eines von Weltschmerz erfüllten, desillusionierten und verzweifelt einsamen Mannes, der nach dem Tode seiner Frau besessen ist von einer schönen Studentin (Maria Schneider), mit der er in einer leeren Wohnung anonymen Sex hat, bei dem er sie dominiert und unterwirft. Obwohl Der letzte Tango in Paris später als Meisterwerk des erotischen Films gepriesen wurde, ging es Bertolucci nicht um Erotik, sondern darum, einen Mann in sexueller Obsession, in Isolation, Trauer, Schmerz und Verzweiflung zu zeigen.
Die zehnwöchigen Dreharbeiten fanden in Paris statt und begannen im Februar 1972. Bertolucci benutzte das Skript nur als groben Leitfaden, der Brando in die richtige Stimmung versetzen sollte, um im Sinne des Method Acting aus seinem eigenen emotionalen Reservoir zu schöpfen. Bertolucci gab Brando breiten Raum zur Improvisation – ganze Szenen des Films sind improvisiert –, in der auf geradezu klinische Weise die Seelenlage des Protagonisten ausgelotet wird. Wie in den besten seiner früheren Filme verlieh Brando dem Charakter des Paul eine extreme Vielschichtigkeit und eine Zerrissenheit, unter der ein tiefes existentielles Dilemma erkennbar wurde. Paul benutzte Sex als Waffe, um seiner unterschwellig brodelnden Wut Luft zu machen und um Rache zu üben an sozialen Konventionen; daneben zeigte er jedoch Momente von Zartheit und Schmerz, die mit seinem Frauenhass in einem beunruhigenden Kontrast standen. Der letzte Tango in Paris war ein sehr intimer Film, in dem Brando mehr von seiner Persönlichkeit preisgab als in irgendeinem anderen Film.
Nach der Uraufführung, die am 14. Oktober 1972 auf dem New York Film Festival stattfand, wurde der Film von der Kritik enthusiastisch gefeiert. Veranlasst durch seine sexuelle Explizitheit entstand jedoch eine öffentliche Kontroverse, mit der die Produzenten nicht gerechnet hatten. Während beispielsweise die Filmkritikerin Pauline Kael urteilte, Der letzte Tango in Paris sei „der packendste erotische Film, der je gemacht worden ist“, fanden die italienischen Behörden den Film obszön und reichten gegen Grimaldi, Bertolucci, Brando und Schneider Klage ein, die schließlich vom Gericht abgewiesen wurde.
Als der Film daraufhin erst Anfang 1973 in die Kinos kam, waren die Erwartungen des Publikums stark angeheizt. Die Meinungen gingen dann weit auseinander; viele Zuschauer und Kritiker fanden den Film pornografisch; andere, die ihn mit echten Pornos verglichen, fanden ihn langweilig. Besonders scharf wurde Der letzte Tango in Paris von feministischen Kritikern verurteilt. Den Produktionskosten von 1,4 Millionen Dollar standen jedoch Einspielergebnisse in Höhe von 45 Millionen Dollar gegenüber; Marlon Brando hat an dem Film mindestens vier Millionen Dollar verdient. Zwei der namhaftesten amerikanischen Kritikervereinigungen – die National Society of Film Critics und der New York Film Critics Circle – zeichneten seine schauspielerische Leistung mit ihrem Hauptpreis aus.

### Späte Filme (1975–2001)

#### Duell am Missouri
Nach dem ungeheuren Erfolg von Der Pate und Der letzte Tango in Paris hätte Marlon Brando eigentlich jede Rolle auswählen können, die ihn künstlerisch interessiert hätte. Stattdessen begann er, sich auf Cameo-Auftritte zu beschränken, die er sich – was die Kritik ihm sehr verübelte – zum Teil extrem gut bezahlen ließ. Ein erheblicher Teil dieser Einnahmen floss in die Kassen der Sachverständigen, die Brando bei der Projektplanung auf Tetiaroa (siehe weiter unten) berieten. Der erste Film in dieser Reihe war der von Arthur Penn inszenierte Western Duell am Missouri, in dem Brando neben Jack Nicholson einen brutalen Kopfgeldjäger spielen sollte.
Während der Dreharbeiten, die im Sommer 1975 in Montana stattfanden, erwies es sich als Problem, dass das Drehbuch noch voller Unstimmigkeiten war. Brando bemühte sich um Verbesserungen am Skript, war über die mangelnde Kontrolle, die Regisseur Penn über die Produktion ausübte, schließlich jedoch so entnervt, dass er am Set – wie bereits in früheren, ähnlichen Fällen – zu querulieren begann und die Rolle des Clayton als Exzentriker spielte, mit irischem Akzent sprach und mit kleinen Gags, die zum Film eigentlich keinerlei Bezug hatten, den anderen Mitwirkenden die Show stahl.
Für seine Mitwirkung hatte Brando neben einer Gewinnbeteiligung eine Festgage von 1,25 Millionen Dollar vereinbart – ein damals ungewöhnlich hoher Betrag. Duell am Missouri, dessen Uraufführung im Mai 1976 stattfand, wurde ein künstlerischer und kommerzieller Misserfolg, gilt jedoch als derjenige Film, in dem Brando zum letzten Mal einen Rest von Originalität und Brillanz gezeigt hat.

#### Apocalypse Now
Im Jahre 1975 bereitete Francis Ford Coppola die Verfilmung von Joseph Conrads Roman Herz der Finsternis vor, der mit einem authentischen Bericht aus dem Vietnamkrieg verarbeitet werden sollte, den der US-Offizier Robert B. Rheault geschrieben hatte. Coppola war sowohl Produzent als auch Regisseur und wollte mit Apocalypse Now sein Meisterwerk schaffen. Um aus dem Stoff einen Antikriegsfilm zu erschaffen, mussten die Vorlagen umgearbeitet und der Akzent von Rheault (im Film: Kilgore, dargestellt von Robert Duvall) auf Kurtz verlagert werden: der Figur, die Coppola mit Marlon Brando besetzen wollte.
Kurtz war ein Colonel der US-Streitkräfte, der, von Perfektionismus und absolutem Handlungswillen getrieben, am hilflosen und unkoordinierten Militäreinsatz der US-Armee zerbricht. Sein grenzenloser Hass und Frust gegenüber der allgemeinen Kriegssituation und der Führung der US-Streitkräfte führen schließlich sogar zu einer Abkehr von seiner Familie und seinen militärischen Aufgaben. Im Dschungel Kambodschas führt er den Krieg nach seinen eigenen Gesetzen mit Hilfe von Deserteuren und der indigenen Bevölkerung, die ihn als „Gottheit“ verehren und jeden noch so unmenschlichen Befehl befolgen.
Nach langem Zögern erklärte Brando sich im Februar 1976 bereit, die Rolle für eine Gage von 3,5 Millionen Dollar zu übernehmen. Als die Dreharbeiten, die im März 1976 auf den Philippinen begonnen hatten, sich unerwartet in die Länge zogen, geriet Coppola in Finanzierungsschwierigkeiten und verhandelte mit Brando neu. Der gab sich mit einer Festgage von einer Million Dollar zufrieden, sollte nun jedoch eine Gewinnbeteiligung erhalten. Als Brando, der bis dahin am Set nicht gebraucht worden war, im Oktober 1976 auf den Philippinen eintraf, war Coppola konsterniert über dessen körperliche Erscheinung. Bereits seit den Dreharbeiten zu Schwere Jungs – leichte Mädchen hatte Brando mit seinem Gewicht zu kämpfen gehabt, inzwischen wog er jedoch mehr als 110 kg und war auch gesundheitlich in schlechter Verfassung.
Während Brando seine Korpulenz vor der Kamera gern kaschieren wollte, schlug Coppola dann vor, sie im Gegenteil für die Charakterisierung der Figur zu nutzen und Kurtz als Sybariten zu porträtieren. Schließlich einigten sie sich darauf, dass Kurtz als zwei Meter hoher Riese von geradezu mythischen Proportionen gefilmt werden sollte. Doch auch nach diesem Kompromiss blieben Brando und Coppola sich uneinig über Kurtz’ Charakter. Während Brando sich wünschte, Kurtz als einen Soldaten zu spielen, der sich vom Krieg abwendet, nachdem er seine persönliche Schuld daran eingesehen hat, wollte Coppola absolut keinen Film zum Thema Kriegsschuld drehen; ihm schwebte stattdessen vor, Kurtz als heruntergekommenen und wahnsinnig gewordenen, ungeschlachten Dschungel-Einsiedler zu charakterisieren.
Die Arbeit mit Brando war im Oktober 1976 abgeschlossen, die weiteren Aufnahmen zogen sich jedoch noch bis in den Mai 1977 hin. Nach einer ebenso langwierigen Postproduktion lag im Mai 1979 ein Workprint vor, der auf den Internationalen Filmfestspielen von Cannes gezeigt werden konnte und dort – gemeinsam mit Volker Schlöndorffs Die Blechtrommel – die Goldene Palme gewann. Im August 1979 kam Apocalypse Now auch in den USA in die Kinos, wobei die Kritik über Brandos Darstellung meist wenig Worte verlor. Seine hohen Drehkosten von fast 27 Millionen Dollar (ohne Postproduktion) spielte der Film jedoch in kurzer Zeit ein. Da Brando glaubte, von Coppola über die Höhe der Einnahmen getäuscht worden zu sein, strengte er eine Klage an, die 1984 zu seinen Gunsten entschieden wurde.

#### Superman
Im Dezember 1976 unterzeichnete Brando einen Vertrag mit dem Produzenten Alexander Salkind, in dem er sich zur Mitwirkung in den beiden Comic-Verfilmungen Superman und Superman II bereit erklärte. Die Dreharbeiten beider Filme fanden gleichzeitig statt, und für Brando begann die nur zwölftägige Arbeit im März 1977 in den Londoner Shepperton-Studios. In wallender Robe und feierlich deklamierendem Ton spielte er den Vater des vom Planeten Krypton stammenden Titelhelden (dargestellt von Christopher Reeve). Brando verband mit dem Film keinerlei künstlerische Interessen und hatte seine Zusage nur wegen der Gage gegeben, die 3,7 Millionen Dollar betragen sollte (inflationsbereinigt entspräche dies heute ca. 11 Millionen Dollar). Salkind hatte ihm überdies eine Gewinnbeteiligung zugesagt.
Nach dem Kinostart, der im Dezember 1978 stattfand, spielte Superman allein in den ersten 31 Tagen 64,4 Millionen Dollar ein. Die Kritik lobte die Produktion, beanstandete jedoch die hohe Gage, die Brando für seinen nur 15-minütigen Leinwandauftritt erhalten hatte. Der indes gewann bald den Eindruck, dass Salkind ihn über die wirklichen Kinoeinnahmen täuschte, und erhob Klage, woraufhin Salkind die Szenen, die mit Brando für Superman II gedreht worden waren, nicht mehr verwenden ließ. Erst 1982 gestanden Salkind und Warner Bros. Brando einen Gewinnanteil von geschätzten 10 bis 15 Millionen Dollar zu. Zu sehen waren die in Superman II nicht verwendeten Szenen mit Brando erst in einer 2006 erschienenen Videofassung.

#### RootsundDie Formel
Im Frühsommer 1978 bot Brando Alex Haley an, eine kleine Rolle in der Fernsehserie Roots – Die nächsten Generationen zu übernehmen. Der Produzent der Serie schlug daraufhin vor, Brando die kleine Rolle des amerikanischen Nazi-Führers George Lincoln Rockwell zu geben, was Brando gefiel, weil er mit dieser Rolle gegen seinen Typ besetzt wurde. Die Dreharbeiten für Episode 7, in der Brando mitwirkte, fanden im Dezember 1978 statt. Gesendet wurde die Staffel in den USA von Februar 1979 an. Im September 1979 wurde Brando für seinen kleinen Auftritt mit einem Emmy ausgezeichnet.
Bereits im September 1977 hatte Brando seine Mitwirkung in dem MGM-Film Die Formel angekündigt, dessen Produktion sich dann jedoch verzögerte und erst im Dezember 1979 begann. Für eine Gage von drei Millionen Dollar und einer Gewinnbeteiligung spielte Brando darin die Rolle eines Ölbarons, der mit allen Mitteln eine Erfindung zu unterdrücken sucht, durch die der Rohstoff Erdöl überflüssig würde. An der Seite des Oscar-Trägers George C. Scott und unter der Regie von John G. Avildsen spielte Brando den dicken, alternden Tycoon mit einer Hörhilfe, die er am Set tatsächlich dazu benutzte, um sich seinen Text einsagen zu lassen. Brando hat nie gern Dialoge einstudiert, und Die Formel war der erste Film seit mindestens zehn Jahren, in dem er keine Spickzettel verwendete. Nach dem Kinostart im Dezember 1980 fand der Film beim Publikum wenig Anklang, auch die Kritik fand ihn düster, verwirrend und langweilig.

#### Weiße Zeit der Dürre
In den Jahren von 1981 bis 1983 hat Brando mehrere Filmrollen trotz beträchtlicher Gagenangebote abgelehnt; unter anderem hatte er Pablo Picasso, Al Capone und Karl Marx darstellen sollen. Gemeinsam mit dem Regisseur Donald Cammell schmiedete Brando 1982 Pläne für einen in Polynesien angesiedelten Abenteuerfilm Fan Tan, von dem er sich jedoch zurückzog, bevor das Projekt umgesetzt werden konnte. In derselben Zeit erteilte er – zum einzigen Mal in seiner Karriere – Schauspielunterricht; sein Schüler war der Pop-Sänger Michael Jackson, der Brando sehr bewunderte und ihm 2001 eine kleine Rolle in seinem Musikvideo You Rock My World gab. Ebenso wie Fan Tan wurden auch drei weitere Filmideen, mit denen Brando sich in den Jahren 1984 bis 1988 beschäftigte (Jericho, Sand Creek Massacre, The Last King), schließlich aufgegeben.
Anfang 1988 unterzeichnete Brando nach achtjähriger Drehpause erstmals wieder einen Filmvertrag. In dem von Paula Weinstein produzierten Apartheid-Drama Weiße Zeit der Dürre spielte er neben Donald Sutherland, Janet Suzman und Susan Sarandon die Rolle eines südafrikanischen Rechtsanwalts, der auf Seiten der Gegner der Rassentrennung kämpft. Die Dreharbeiten, die in London stattfanden, wurden von Euzhan Palcy geleitet, die als erste farbige Regisseurin Hollywoods bekannt wurde. Da für den engagierten Film nur wenig Geld zur Verfügung stand, war Brando bereit, für eine Gage von nur 4.000 US-Dollar mitzuwirken, die er überdies einer Anti-Apartheid-Organisation spenden wollte. Weiße Zeit der Dürre kam am 22. September 1989 heraus und brachte Marlon Brando zum letzten Mal in seiner Karriere einen Preis (auf dem Internationalen Filmfestival Tokio) und eine Oscar-Nominierung ein.

#### Freshman
Ende August 1989 unterzeichnete Brando bei der TriStar für eine Rolle in Andrew Bergmans Filmlustspiel Freshman. Brando sollte in diesem Film einen zwielichtigen New Yorker Geschäftsmann darstellen, der einen arglosen Studenten (Matthew Broderick) „adoptiert“ und in die Welt des professionellen Verbrechens einführt. Nachdem er seit 1975 fast nur noch Cameo-Auftritte bestritten hatte, war die Rolle des Mafiosos Sabatini größer angelegt und sollte Brando ein Comeback ermöglichen.
Während der Dreharbeiten, die in New York und in Toronto stattfanden und im Juni 1990 begannen, kam es zwischen Brando und den Produzenten des Films jedoch zu Auseinandersetzungen, unter denen die Qualität des Films schließlich litt. Nach der Veröffentlichung von Freshman im Juli 1990 lobte die Kritik – die Brandos Comeback offensichtlich ermutigen wollte – zwar die Leichtigkeit und Verspieltheit, mit der Brando den Charakter des „Paten“ parodiert hatte, an den Kinokassen war Freshman jedoch weniger erfolgreich als erhofft.

#### Christopher Columbus – Der Entdecker
Als sein Sohn Christian 1990 wegen Mordes vor Gericht stand und seine Tochter Cheyenne schwer erkrankte, benötigte Brando für Rechtsanwälte, Privatdetektive, Bodyguards, Flugtickets und Ärzte erneut viel Geld. Als Alexander und Ilya Salkind ihm im November 1991 einen Cameo-Auftritt in dem spanisch-britisch-amerikanischen Abenteuerfilm Christopher Columbus – Der Entdecker anboten, nahm er bereitwillig an. Die Dreharbeiten mit Brando fanden im Januar 1992 in Madrid statt. Regie führte John Glen. Die Hauptrollen in diesem Abenteuerfilm, der von der Kritik nach dem Kinostart im August 1992 als „monumental langweilig“ verrissen wurde, spielten Georges Corraface, Tom Selleck, Rachel Ward und Catherine Zeta-Jones.

#### Don Juan DeMarco
Im Februar 1994 unterzeichnete Brando Verträge mit New Line und mit Coppolas American Zoetrope für eine Rolle in Jeremy Levens Liebeskomödie Don Juan DeMarco. Neben Johnny Depp und Faye Dunaway sollte er darin einen alternden Psychiater spielen, dessen letzter Patient ein junger Mann ist, der sich für den berühmten Verführer Don Juan hält. Der Clou der Geschichte liegt darin, dass nicht der Arzt den Patienten „kuriert“, sondern umgekehrt der Patient die Romantik, die im Leben des Arztes schon fast untergegangen ist, zu neuem Leben erweckt. Don Juan DeMarco kam in den USA im April 1995 heraus und fand beim Publikum großen Anklang. Weniger für Brando war der Film eher ein Vehikel für Depp, der für seine Darstellung 1996 mit dem London Critics Circle Film Award ausgezeichnet wurde.

#### Die Insel des Dr. Moreau
Wieder für New Line wirkte Brando anschließend in dem Film DNA – Die Insel des Dr. Moreau mit, einer Adaption des gleichnamigen Romans von H. G. Wells. Neben David Thewlis und Val Kilmer spielte Brando in diesem Science-Fiction-Film einen Wissenschaftler, dessen Versuche, menschliche DNA mit tierischer zu verbinden, unbeherrschbare Bestien hervorbringen. Während der Dreharbeiten, die unter der Regie von John Frankenheimer in Australien stattfanden und im September 1995 begannen, war Brandos Arbeit von der Trauer um seine Tochter Cheyenne überschattet, die sich im Frühjahr umgebracht hatte. Die Kritiken für den Film, der im August 1996 herauskam, waren vernichtend.

#### The Brave
1996 wirkte Brando zum zweiten Mal in einem Film mit Johnny Depp mit, der diesmal nicht nur am Drehbuch mitgearbeitet hatte, sondern auch selbst Regie führte: The Brave. Brando spielte in diesem von Jeremy Thomas produzierten Film, dessen Titel „Der Tapfere“ bedeutet, einen reichen weißen Snuff-Film-Produzenten, der einem unter elenden Bedingungen lebenden Indianer 50.000 Dollar anbietet, wenn er sich vor laufender Kamera foltern und töten lässt; der allegorische Film zeigt jedoch nicht den Tod des Indianers, sondern die letzten sieben Tage seines Lebens.
Bereits seit den 1950er Jahren hatte Brando immer wieder Pläne für die Produktion eines sozialkritischen Indianerfilms geschmiedet, die jedoch stets gescheitert waren; der Film The Brave stellt die späte Verwirklichung dieses Planes dar. Die Dreharbeiten fanden im September 1996 in Los Angeles und in Ridgecrest, Kalifornien statt, und Depp war seit Bertolucci der erste Regisseur, mit dem sich für Brando eine harmonische und vertrauensvolle Zusammenarbeit ergab.
The Brave wurde am 10. Mai 1997 auf dem Filmfestival Cannes uraufgeführt und für die Goldene Palme nominiert. Die Kritiker – vor allem die amerikanischen – lehnten den Film jedoch ab, was Depp veranlasste, einer Vermarktung in den USA nicht zuzustimmen. Dem amerikanischen Publikum ist The Brave bis heute nur als Importvideo zugänglich.

#### Free Money
1998 stand Brando in der kanadischen Provinz Québec für eine Filmproduktion der kleinen Filmline International vor der Kamera. Regie führte der wenig bekannte Franko-Kanadier Yves Simoneau. Free Money (zu Deutsch: Kostenloses Geld) war eine schwarze Komödie über einen skrupellosen Gefängnisdirektor (Brando), der zwei Taugenichtse in eine Ehe mit seinen beiden Töchtern zwingt und so unter Druck setzt, dass sie, um sich Geld für die Flucht zu beschaffen, einen Zug ausrauben. Obwohl neben Brando Darsteller wie Charlie Sheen, Mira Sorvino und Donald Sutherland mitwirkten, gilt Free Money als einer seiner schwächsten Filme. Der am 3. Dezember 1998 in Singapur uraufgeführte Streifen kam in den USA nie in die Kinos.

#### The Score
Seine letzte Filmrolle übernahm Brando im Jahre 2000. Ebenso wie Free Money wurde auch The Score in Québec gedreht. Regisseur des Films war Frank Oz, der in den 1970er Jahren als Mitschöpfer der Muppet Show bekannt geworden war. The Score (zu Deutsch etwa „Coup“) war ein Heist-Movie über einen alternden Meisterdieb (Robert De Niro), der von seinem ehemaligen Partner (Brando) zum Diebstahl eines kostbaren antiken Königszepters überredet wird. Ein Großteil der Dialoge zwischen Brando und De Niro war improvisiert. In weiteren Rollen traten Edward Norton und Angela Bassett auf.
Als The Score im Juli 2001 uraufgeführt wurde, war ein Großteil der Kritiker über ihn enttäuscht.

### Letzte Pläne und Tod
Im Frühjahr 2004 stand Brando mit dem tunesischen Regisseur Ridha Behi in Verhandlung. Behi wollte einen Spielfilm mit dem Titel Brando and Brando inszenieren, in dem es um einen jungen Tunesier gehen sollte, der seinem amerikanischen Traum – verkörpert von Marlon Brando – nachjagt. Brando sollte in diesem Film sich selbst spielen. Da Brando bald jedoch nicht mehr zur Verfügung stand, beschloss Behi, das Skript umzuschreiben und für einen halb dokumentarischen Film zu verwenden, der den Titel Citizen Brando tragen sollte. Der Film sollte 2007 uraufgeführt werden, dies wurde jedoch auf 2010 verschoben. Kurz vor seinem Tod sprach er für das Videospiel zu Der Pate erneut Don Vito Corleone. Bis auf eine Szene konnten die Aufnahmen am Ende nicht verwertet werden. Das Spiel erschien schlussendlich 2006.
Marlon Brando, der bereits seit längerer Zeit an Lungenfibrose gelitten hatte, starb am 1. Juli 2004 im Alter von 80 Jahren im UCLA Medical Center, einem Krankenhaus in Los Angeles, an Lungenversagen. Im Kreise der engsten Angehörigen wurde er vier Tage darauf an unbekannter Stelle in Los Angeles eingeäschert. Im Beisein seiner Angehörigen wurde die Hälfte von Brandos Asche im Death Valley im Wind verstreut. Die andere Hälfte nahm Tarita Teriipaia mit nach Tetiaroa und verstreute sie 2005 in einer Lagune.

### Privatleben
Am 11. Oktober 1957 heiratete er die Schauspielerin Anna Kashfi, die jedoch bereits ein Jahr später die Scheidung einreichte. Um das Sorgerecht für den im Mai 1958 geborenen Sohn Christian lieferten Brando und Kashfi sich einen bis 1974 andauernden Rechtsstreit.
Am 4. Juni 1960 heiratete Brando – von der Presse unbemerkt – die mexikanisch-amerikanische Schauspielerin Maria „Movita“ Castenada, die im Juni 1967 die Scheidung einreichte. Während der Ehe wurden zwei Kinder geboren, deren Vaterschaft jedoch strittig ist. 43 Jahre lang, bis zu seinem Tode, war Brando mit der polynesischen Tänzerin Tarita Tumi Teriipaia zusammen und hatte mit ihr zwei Kinder, Teihotu und Cheyenne.
Drei gemeinsame Kinder hatte Brando auch mit seiner guatemaltekischen Haushälterin Cristina Ruiz. Über Jahrzehnte hinweg verbanden Brando enge Freundschaften mit den Maskenbildnern Phil und Marie Rhodes, dem Filmproduzenten George Englund und den Schauspielern Wally Cox und Christian Marquand.
Seit 1967 befand sich das 42 km nördlich von Tahiti gelegene Atoll Tetiaroa in Brandos Besitz. Dessen Schönheit hatte er Ende 1960 während der Dreharbeiten zu Meuterei auf der Bounty entdeckt. Pläne, auf der Inselgruppe eine Kolonie für Künstler und Intellektuelle, eine Hummerfarm und eine Hotelanlage einzurichten, wurden von Brando mit großem Finanzaufwand verfolgt, erwiesen sich Mitte der 1970er Jahre jedoch als undurchführbar. Viel Zeit widmete Brando auf Tetiaroa auch seinem Hobby, dem Amateurfunk. Wie Brando erst 1995 erfuhr, war Tetiaroa von den unterirdischen Kernwaffentests betroffen, die Frankreich bereits seit 1966 im Bereich des 1225 km südöstlich gelegenen Mururoa-Atolls durchführte.
Das für Marlon Brando schlimmste Ereignis war der Totschlag, den sein Sohn Christian am Freund seiner schwangeren Tochter Cheyenne (Christians Halbschwester) verübte. Der Vorfall ereignete sich in Brandos Haus in Beverly Hills am 16. Mai 1990. Cheyenne, bei der kurze Zeit später Schizophrenie festgestellt wurde, beging 1995 Suizid. Christian starb am 26. Januar 2008 an einer Lungenentzündung.

## Politisches Engagement

### Bürgerrechtsbewegung
Marlon Brandos politisches Engagement galt zunächst der amerikanischen Bürgerrechtsbewegung. Wiederholt gab er öffentlich bekannt, er werde sich aus dem Filmgeschäft zurückziehen, um sich ganz dieser politischen Arbeit zu widmen. Im Sommer 1963 organisierte er gemeinsam mit einigen anderen Schauspielerkollegen – darunter Paul Newman und Burt Lancaster – die Arbeit der Bürgerrechtsaktivisten, die Martin Luther King und die von ihm geführte Southern Christian Leadership Conference in Hollywood unterstützen sollten. Sein Freund Harry Belafonte war ein enger Vertrauter von King. Brando setzte seine Prominenz ein, um Spendengelder zu sammeln, und warb auf Demonstrationen für die Ziele der Bürgerrechtsbewegung. Hollywood galt unter Liberalen als Hochburg des Rassismus, Brando und seine Mitstreiter forderten eine umfassende Reformierung des Fernseh- und Filmgeschäfts mit dem Ziel, Schwarzen und Angehörigen anderer Minderheiten in Hollywood gleichberechtigte Arbeits- und Selbstdarstellungsmöglichkeiten zu verschaffen.
Anfang 1968 nahm Brando auch Kontakt zur Black Panther Party auf, deren Programm und deren Militanz ihn zunächst faszinierten. Als kurz nach der Ermordung Kings im April 1968 das Panther-Mitglied Bobby Hutton von der Oaklander Polizei erschossen wurde, gab Brando ein Fernsehinterview, in dem er diesen Vorfall als politisch motivierten Mord einstufte. Die Polizei leitete gegen Brando daraufhin ein Schadensersatzverfahren ein, das drei Jahre später höchstinstanzlich abgewiesen wurde. Da das politische Programm der Panther zunehmend radikal wurde, brach Brando jedoch schon wenige Wochen nach dem Interview den Kontakt zu ihnen ab, was von der Öffentlichkeit, die seinen Namen weiterhin mit den Panthern in Verbindung brachte, allerdings nicht wahrgenommen wurde. Brando bekannte sich stattdessen zu Kings Prinzip der Gewaltlosigkeit und schloss sich nach der Erschießung Robert Kennedys u. a. einem Komitee von Hollywood-Schauspielern an, das sich für Waffenkontrolle einsetzte.

### Bürgerrechtskampf der Indianer

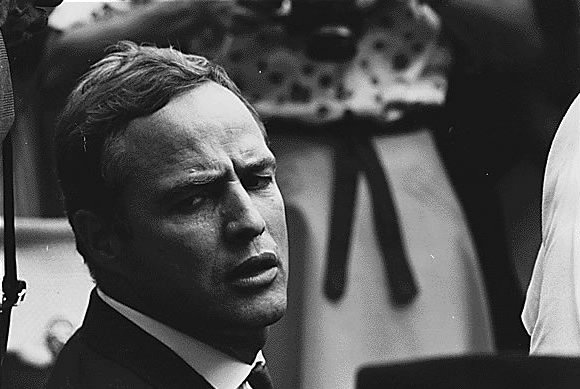
Marlon Brando 1963 bei der Abschlusskundgebung des vom Civil Rights Movement organisierten Marsches auf Washington

Bereits während seines Engagements in der Bürgerrechtsbewegung hatte Brandos Aufmerksamkeit sich auch dem politischen Kampf der Indianer zugewandt und er nutzte seine Prominenz, um Spenden einzuwerben und um auf einige ihrer politischen Aktionen aufmerksam zu machen. Im März 1964 nahm Brando an einer Protestaktion – einem fish-in – im US-Bundesstaat Washington teil, bei der Puyallup-Indianer ihre im 19. Jahrhundert vertraglich garantierten Fischereirechte einforderten.
Einer Protestaktion des American Indian Movement (AIM), dessen Mitglieder im Februar 1973 die in der bitterarmen Pine-Ridge-Reservation gelegene Ortschaft Wounded Knee besetzten, verschaffte Brando weltweite Beachtung, indem er mit Hinweis auf diese Ereignisse den Oscar ablehnte, den er für den Film Der Pate erhalten sollte. Von der Besetzung selbst, die erst im Mai beendet wurde, hielt Brando sich fern, nahm an dem anschließenden Gerichtsverfahren jedoch als Beobachter teil, um damit die Besetzer – darunter die charismatischen AIM-Sprecher Dennis Banks und Russell Means – öffentlichkeitswirksam zu unterstützen.
Wiederholt förderte Brando die Arbeit des AIM auch mit eigenen Geldmitteln; in der Hoffnung, Nachahmer zu finden, überschrieb er darüber hinaus Ende 1974 einen Teil seines privaten Landbesitzes der American Indian Development Association.
Ende Januar 1975 nahm Brando an der Protestaktion einer Gruppe von Menominee-Indianern teil, die seit dem Neujahrstag in Gresham, Wisconsin, ein Alexianer-Kloster besetzt hielten. Während dieser Aktion geriet er mit den gewalttätigen Besetzern, die er hatte unterstützen wollen, in Konflikt und wurde in seinem Engagement so desillusioniert, dass er sich von 1976 an allmählich aus den Aktivitäten des AIM zurückzog. Ein letztes Mal geriet Brando in Verbindung mit dem AIM in die Schlagzeilen, als er die Aktivisten Dennis Banks und Leonard Peltier unterstützte, die im Sommer 1975 nach einer erneuten Schießerei in der Pine-Ridge-Reservation vom FBI gejagt wurden und in Brandos Haus Zuflucht suchten.

## Wirkung und Rezeption
In einer 1999 veröffentlichten Liste des American Film Institute, auf der die 25 größten männlichen Filmlegenden aller Zeiten aufgeführt werden, nahm er den vierten Rang ein.
Zahllose Schauspieler haben sich an Marlon Brandos Darstellungsstil orientiert, darunter Rod Steiger und Ben Gazzara. Der Schauspieler, der Brandos Vorbild am glühendsten nachgeeifert hat, war James Dean. Für seine zweite Filmrolle (in … denn sie wissen nicht, was sie tun) war ursprünglich Brando vorgesehen – und ebenso wie der junge Brando hat sich Dean dem Publikum als Darsteller verschlossener, rebellischer, unartikulierter junger Männer eingeprägt. Auch Richard Burton hat Brandos Schauspielstil sehr genau studiert. Am Anfang seiner Karriere hatte Paul Newman gegen das Stigma anzukämpfen, er sei nur eine Kopie von Marlon Brando. Jane Fonda, die Brando während der Dreharbeiten zu Ein Mann wird gejagt kennenlernte, war von seiner Verbindung von Künstlertum und politischem Engagement tief beeindruckt und empfand ihn als Urbild eines artist engagé.
Robert F. Smallwood veröffentlichte 2006 ein Schauspiel über Marlon Brando (Brando, Tennessee, & Me. A Play). Von Scott Wannberg stammt ein Gedicht über Brando mit dem Titel Omaha Light. Brando wird auch in zahlreichen Pop- und Rocksongs erwähnt, etwa in It’s Hard to be a Saint in the City (Bruce Springsteen, 1973), Is This What You Wanted? (Leonard Cohen, 1974), China Girl (Iggy Pop, 1977 und David Bowie, 1983), Pocahontas (Neil Young, 1979), We Didn’t Start the Fire (Billy Joel, 1989), Vogue (Madonna, 1990), Gangster Moderne (MC Solaar, 1997), Eyeless (Slipknot, 2000), The Ballad of Michael Valentine (The Killers, 2004), Back to Tupelo (Mark Knopfler, 2004), Kings For A Day (Tak Matsumoto Group, 2004), Advertising Space (Robbie Williams, 2005), Amsterdam (Mando Diao, 2006), Rhododendrons (Bloc Party, 2007) und Me, Marlon Brando, Marlon Brando And I (R.E.M., 2011). Der Neuseeländer Russell Crowe, der vor seiner Filmkarriere in Hollywood in seiner Heimat u. a. als Rock-’n’-Roll-Sänger arbeitete, brachte in dieser Zeit eine Single mit dem Titel I Want to Be Like Marlon Brando (1980) heraus. Elton John veröffentlichte 1988 einen Song Goodbye Marlon Brando.

## Weitere Informationen

### Bühnenauftritte
- 1944: Bobino (Children’s Theatre, Broadway; Autor: Stanley Kauffmann)
- 1944: Hanneles Himmelfahrt (Dramatic Workshop; Autor: Gerhart Hauptmann) – Schulmeister Gottwald; Fremder in Hanneles Traum
- 1944: Dr. Sganarelle (Dramatic Workshop; Autor: Milton Levene)
- 1944: Was ihr wollt (Dramatic Workshop; Autor: William Shakespeare) – Sebastian
- 1944/1945: I Remember Mama (Broadway; Autor: Martin Chamin, Komponist: Richard Rodgers) – Nels
- 1945: Truckline Café (Belasco Theatre, Broadway; Autor: Maxwell Anderson) – Sage MacRae
- 1945: Candida (Gastspielreise, Chicago; Autor: George Bernard Shaw) – Marchbanks
- 1946: A Flag Is Born (Alvin Theatre, Broadway; Autor: Ben Hecht, Musik: Kurt Weill; mit Paul Muni) – David
- 1946: The Eagle Has Two Heads (Gastspielreise, Washington, D. C., Boston; Autor: Jean Cocteau; mit Tallulah Bankhead) – Stanislas
- 1947–1949: Endstation Sehnsucht (Gastspielreise über New Haven, Boston, Philadelphia; Ethel Barrymore Theatre, Broadway; Autor: Tennessee Williams) – Stanley Kowalski
- 1953: Helden (Tournee; Rhode Island, Massachusetts, Connecticut; Autor: George Bernard Shaw) – Sergius

### Filmografie
- 1950: Die Männer (The Men)
- 1951: Endstation Sehnsucht (A Streetcar Named Desire)
- 1952: Viva Zapata!
- 1953: Julius Caesar
- 1953: Der Wilde (The Wild One)
- 1954: Die Faust im Nacken (On the Waterfront)
- 1954: Désirée
- 1955: Schwere Jungs – leichte Mädchen (Guys and Dolls)
- 1956: Das kleine Teehaus (The Teahouse of the August Moon)
- 1957: Sayonara
- 1958: Die jungen Löwen (The Young Lions)
- 1960: Der Mann in der Schlangenhaut (The Fugitive Kind)
- 1961: Der Besessene (One-Eyed Jacks)
- 1962: Meuterei auf der Bounty (Mutiny on the Bounty)
- 1963: Der häßliche Amerikaner (The Ugly American)
- 1964: Zwei erfolgreiche Verführer (Bedtime Story)
- 1965: Morituri (Morituri)
- 1966: Ein Mann wird gejagt (The Chase)
- 1966: Südwest nach Sonora (The Appaloosa)
- 1967: Die Gräfin von Hongkong (A Countess from Hong Kong)
- 1967: Spiegelbild im goldenen Auge (Reflections in a Golden Eye)
- 1968: Candy
- 1969: Am Abend des folgenden Tages (The Night of the Following Day)
- 1969: Queimada – Insel des Schreckens (Queimada)
- 1971: Das Loch in der Tür (The Nightcomers)
- 1972: Der Pate (The Godfather)
- 1972: Der letzte Tango in Paris (Ultimo tango a Parigi)
- 1976: Duell am Missouri (The Missouri Breaks)
- 1978: Superman
- 1979: Apocalypse Now
- 1980: Die Formel (The Formula)
- 1989: Weiße Zeit der Dürre (A Dry White Season)
- 1990: Freshman (The Freshman)
- 1992: Christopher Columbus – Der Entdecker (Christopher Columbus: The Discovery)
- 1994: Don Juan DeMarco
- 1996: DNA – Die Insel des Dr. Moreau (The Island of Dr. Moreau)
- 1997: The Brave
- 1998: Free Money
- 2001: The Score

### Regie
- 1961: Der Besessene (One-Eyed Jacks)

### Auszeichnungen
Marlon Brando ist – neben Joanne Woodward, Jack Lemmon, Paul Newman und Elizabeth Taylor – der am häufigsten ausgezeichnete amerikanische Filmschauspieler seiner Generation.
- 1952: Oscar-Nominierung (Bester Hauptdarsteller) für Endstation Sehnsucht (1951)
- 1952: Internationale Filmfestspiele von Cannes, Preis für den besten Darsteller für Viva Zapata! (1952)
- 1952: Jussi (Verdienstdiplom für den besten[83][84] ausländischen Darsteller) für Endstation Sehnsucht (1951)
- 1953: Oscar-Nominierung (Bester Hauptdarsteller) für Viva Zapata! (1952)
- 1953: British Film Academy Award (Bester ausländischer Darsteller) für Viva Zapata! (1952)
- 1954: Oscar-Nominierung (Bester Hauptdarsteller) für Julius Caesar (1953)
- 1954: British Film Academy Award (Bester ausländischer Darsteller) für Julius Caesar (1953)
- 1954: New York Film Critics Circle Award (Bester Darsteller) für Die Faust im Nacken (1954)
- 1955: Oscar (Bester Hauptdarsteller) für Die Faust im Nacken (1954)
- 1955: Golden Globe (Bester Hauptdarsteller, Sektion Kinofilme) für Die Faust im Nacken (1954)
- 1955: British Film Academy Award (Bester ausländischer Darsteller) für Die Faust im Nacken (1954)
- 1957: Golden Globe Nominierung (Bester Hauptdarsteller in einer Komödie / Musical) für Das kleine Teehaus (1956)
- 1958: Oscar-Nominierung (Bester Hauptdarsteller) für Sayonara (1957)
- 1958: Golden Globe Nominierung (Bester Hauptdarsteller in einem Drama) für Sayonara (1957)
- 1958: Laurel Award (Goldener Lorbeer für die beste männliche Schauspielleistung) für Die jungen Löwen(1958)
- 1959: Nominierung für den British Film Academy Award (Bester ausländischer Hauptdarsteller) für Die jungen Löwen (1958)
- 1961: Golden Apple Award: Sour Apple, Preis für den am wenigsten kooperativen Darsteller
- 1961: Festival Internacional de Cine de Donostia-San Sebastián (Goldene Muschel) für Der Besessene (1961)
- 1964: Golden Globe Nominierung (Bester Hauptdarsteller in einem Drama) für Der hässliche Amerikaner
- 1967: Western Heritage Awards (Bronze Wrangler) für Südwärts nach Sonora (1966)
- 1972: Fotogramas de Plata, Preis für den besten ausländischen Darsteller für Queimada (1969)
- 1973: Oscar (Bester Hauptdarsteller) für Der Pate (1972, abgelehnt aus Solidarisierung für das American Indian Movement)
- 1973: Golden Globe (Bester Hauptdarsteller, Sektion Kinofilme) für Der Pate (1972)
- 1973: Golden Globe: Henrietta Award (weltweit populärster männlicher Darsteller)
- 1973: Nominierung für den britischen Society of Film and Television Arts Award (später BAFTA Award; Bester Hauptdarsteller) für Der Pate (1972)
- 1973: Kansas City Film Critics Circle Award (Bester Darsteller) für Der Pate (1972)
- 1973: Jussi (Darsteller des Jahres)
- 1974: Oscar-Nominierung (Bester Hauptdarsteller) für Der letzte Tango in Paris (1972)
- 1974: Nominierung für den britischen Society of Film and Television Arts Award (Bester Hauptdarsteller) für Der letzte Tango in Paris (1972)
- 1974: Golden Globe: Henrietta Award (weltweit populärster männlicher Darsteller)
- 1974: National Society of Film Critics Award (Bester Darsteller) für Der letzte Tango in Paris (1972)
- 1974: New York Film Critics Circle Award (Bester Darsteller) für Der letzte Tango in Paris (1972)
- 1979: Emmy Award (Bester Nebendarsteller in einer Fernsehserie) für Roots – Die nächsten Generationen (1979)
- 1981: Goldene-Himbeere-Nominierung (Schlechtester Nebendarsteller) für Die Formel (1980)
- 1989: Tokyo International Film Festival (Bester Darsteller) für Weiße Zeit der Dürre (1989)
- 1990: Oscar-Nominierung (Bester Nebendarsteller) für Weiße Zeit der Dürre (1989)
- 1993: Goldene-Himbeere-Nominierung (Schlechtester Nebendarsteller) für Christopher Columbus – Der Entdecker (1992)
- 1997: Goldene Himbeere (Schlechtester Nebendarsteller) für Die Insel des Dr. Moreau (1997)
- 1997: Goldene-Himbeere-Nominierung (Schlechtestes Leinwandpaar) für Die Insel des Dr. Moreau (1997)
- Das American Film Institute wählte ihn in der Liste der größten 25 männlichen Filmlegenden aller Zeiten auf Platz 4.

Auf dem Hollywood Walk of Fame ist dem Schauspieler ein Stern gewidmet (bei 1777 Vine Street).

### Deutsche Synchronstimmen
Zu den Schauspielern, die Marlon Brando in den deutschen Synchronfassungen ihre Stimmen geliehen haben, zählen:
- Harald Juhnke (Die Männer, Die Faust im Nacken, Der Wilde, Sayonara, Die jungen Löwen, Der Besessene, Morituri, Südwest nach Sonora, Ein Mann wird gejagt, Spiegelbild im goldenen Auge)
- Peer Schmidt (Endstation Sehnsucht, Der hässliche Amerikaner)
- Horst Niendorf (Julius Caesar)
- Heinz Reincke (Désirée)
- Gert Günther Hoffmann (Der Mann in der Schlangenhaut, Meuterei auf der Bounty)
- Rainer Brandt (Die Gräfin von Hongkong)
- Claus Biederstaedt (Zwei erfolgreiche Verführer, Am Abend des folgenden Tages, Queimada, Der letzte Tango in Paris)
- Wolfgang Kieling (Duell am Missouri)
- Michael Chevalier (Das Loch in der Tür, Die Insel des Dr. Moreau)
- Gottfried Kramer (Der Pate, Apocalypse Now, Weiße Zeit der Dürre)
- Christian Brückner (Der Pate, TV-Fassung)
- Rolf Schult (Superman)
- Thomas Fritsch (Apocalypse Now, Redux-Version)
- Helmut Krauss (Der Pate, Christopher Columbus – Der Entdecker, Freshman, Don Juan DeMarco, The Brave, Free Money, The Score)[85]
- Hans Dieter Zeidler (Schwere Jungs – leichte Mädchen, Das kleine Teehaus)

### Dokumentationen über Marlon Brando (Auswahl)
- 1966: Meet Marlon Brando. Buch und Regie: Albert und David Maysles, kurzer Dokumentarfilm.
- 1981: The Rebels: Marlon Brando. Buch und Regie: Claurio Masenza, Italien, Video-Dokumentarfilm.
- 1991: Hearts of Darkness: A Filmmaker’s Apocalypse. Buch und Regie: Fax Bahr und George Hickenlooper, Dokumentarfilm über die Entstehung des Spielfilms Apocalypse Now.
- 1996: Marlon Brando: The Wild One. Buch und Regie: Paul Joyce, Fernseh-Dokumentarfilm.
- 2003: James Dean and Marlon Brando. Buch und Regie: Laurent Preyale, Frankreich, kurzer Fernseh-Dokumentarfilm.
- 2006: The Godfather and the Mob. Buch und Regie: Simon George, Großbritannien, Fernseh-Dokumentarfilm.
- 2006: The Hollywood Greats. Episode: Marlon Brando, Teil einer Fernseh-Dokumentarserie.
- 2006: Citizen Brando. Buch und Regie: Ridha Behi, Frankreich, Tunesien, Großbritannien, 2004 begonnen, 2006 abgebrochen, siehe IMDb.
- 2011: Always Brando. Buch und Regie: Ridha Behi, Tunesien, Always Brando bei IMDb und Always Brando.
- 2013: Marlon Brando – Der Harte und der Zarte. Dokumentarfilm, Frankreich, 2013, 89:50 Min., Buch und Regie: Philippe Kohly, Produktion: Roche Productions, arte, Ciné +, Radio Télévision Suisse (RTS), Erstsendung: 14. Dezember 2014 bei arte, Inhaltsangabe von ARD.[86]
- 2015: Listen to Me Marlon. Dokumentarfilm, Großbritannien, 2015, 95:00 Min., Buch: Stevan Riley, Peter Ettedgui, Regie: Stevan Riley, Produktion: Passion Pictures, Cutler Productions, Premiere: 24. Januar 2015 auf dem Sundance Film Festival.
- 2023: Marlon Brando: Im Paradies. Dokumentarfilm, Regie: Silvia Palmigiano und Dirk Heth, ZDF, Deutschland, 2023, 52 Minuten.

### Zitate
„He’d created not only a standard of acting, but a style, which was unfortunate, since everybody after that wanted to act like Marlon Brando.“ (Robert Lewis, Mitbegründer des Actors Studio, über Marlon Brando)
„Er hat nicht nur einen neuen Maßstab für Schauspielerei geschaffen, sondern einen Stil, was ein Unheil war, denn danach wollten alle wie Marlon Brando spielen.“
„Monty knew what he was doing all the times – not that he wasn’t full of emotion and feeling, but it was approached intellectually. Marlon acted out of some innate emotive force. It wasn’t studied, it just happened.“ (der Schauspieler Kevin McCarthy über Montgomery Clift und Marlon Brando)
„Monty wusste immer, was er tat – nicht dass er nicht voll von Emotion und Gefühl gewesen sei, aber der Ansatz war intellektuell. Marlon spielte aus einer angeborenen Gefühlskraft heraus. Es war nicht einstudiert, es geschah einfach.“
„He was innately brilliant but it was all scattered, almost as if he’d been told early on that he was nothing and worthless. Yet his work was so beautiful and so pure that there was no explaining where it came from. He still didn’t love acting, he didn’t love the theater and he didn’t respect his own talent, but his gift was so great he couldn’t defile it. He could put on pounds, he could say that it was all shit, but he still couldn’t destroy it.“ (die Schauspielerin Julie Harris über Marlon Brando)
„Er war von Natur aus brillant, aber es war alles verschleudert, fast als wenn ihm schon früh gesagt worden wäre, er sei wertlos und ein Nichts. Doch seine Arbeit war so rein und voller Schönheit, dass man nicht erklären konnte, woher das kam. Zwar liebte er das Schauspielen nicht, er liebte das Theater nicht und er respektierte sein eigenes Talent nicht, aber seine Gabe war so großartig, dass er sie nicht besudeln konnte. Er konnte an Körpergewicht zulegen, er konnte sagen, dass sie Scheiße sei, aber er konnte sie nicht zerstören.“
„Brandos Kowalski, wenn er die bourgeoise Überspanntheit der Blanche DuBois brutal beiseite wischte, produzierte dabei einen kleinen Überschuss an Brutalität, der kein reines Gewaltmenschentum war. Vielmehr mischte sich in das Gewalttätige früh etwas Weinerliches und in das Weinerliche etwas Sadistisches. Der Motorradrocker Johnny ist nicht nur von unbeugsamem Stolz, sondern auch voll Selbstmitleid, er ist ein Outlaw, der sich an der Hässlichkeit der Spießergesellschaft freut, die ihn zum Außenseiter macht. So arbeiten Sadismus und Masochismus Hand in Hand: Weil er leidet, darf er auch böse austeilen. Es steigert sein Lebensgefühl, dass er die Niedertracht des Normalbürgers im Rücken spürt. Der aus vielerlei Quellen, edlen und trüben, gespeiste Charakter war überhaupt wohl die größte Neuerung, die er in das glatte Heldengenre Hollywoods einführte; es war keineswegs nur das bloß Animalische, Körperschöne und Instinkthafte, das die Filmkritik später rühmte.“